# 訃報 2019年7月
訃報 2019年7月（ふほう 2019ねん7がつ）では、2019年7月に物故した、又は物故が報じられた人物についてまとめる。

## (1日 - 15日)

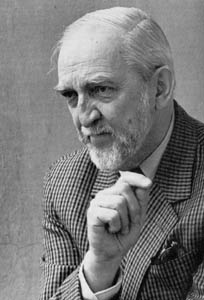
ボグスワフ・シェッフェル／7月1日没

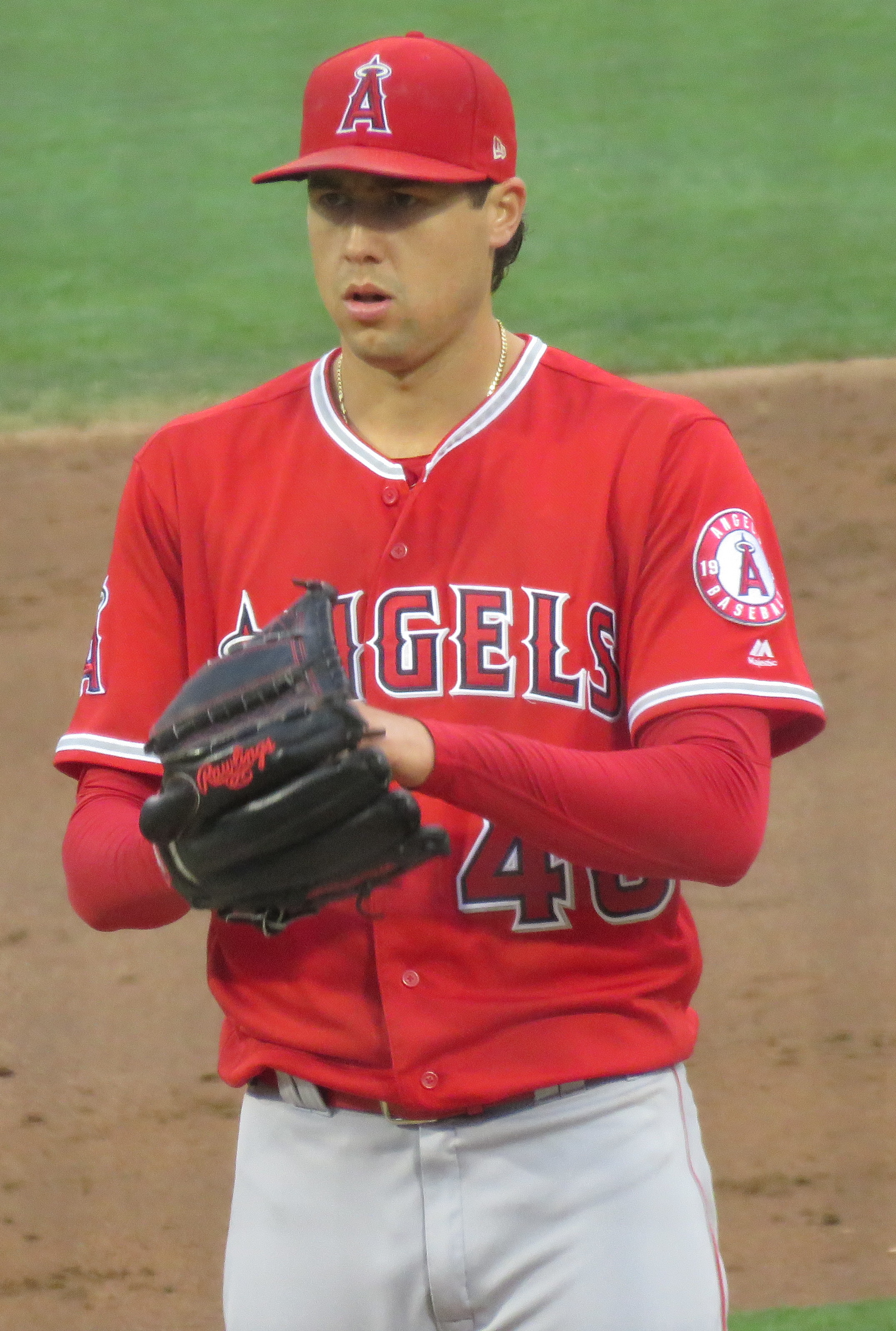
タイラー・スカッグス／7月1日没

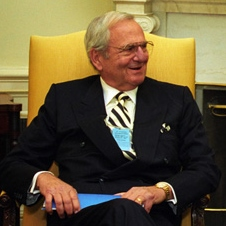
リー・アイアコッカ／7月2日没

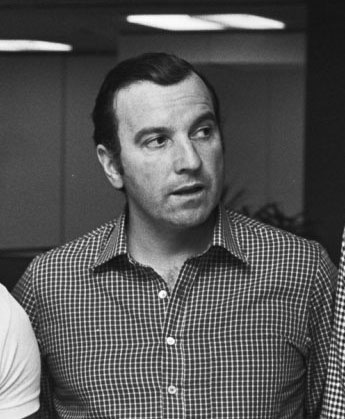
コルド・アギーレ／7月3日没

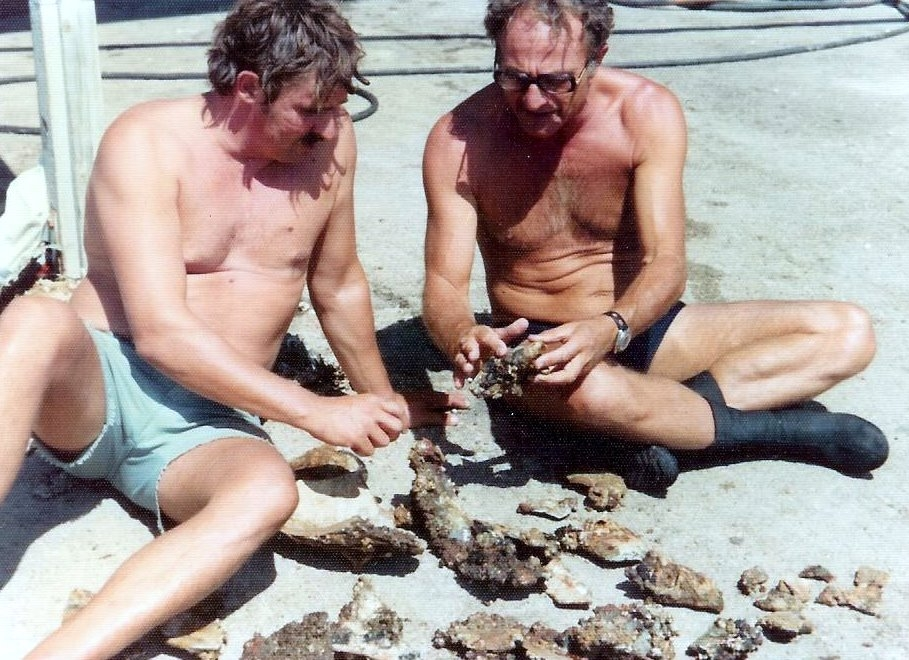
ロバート・F・マークス／（左）7月4日没

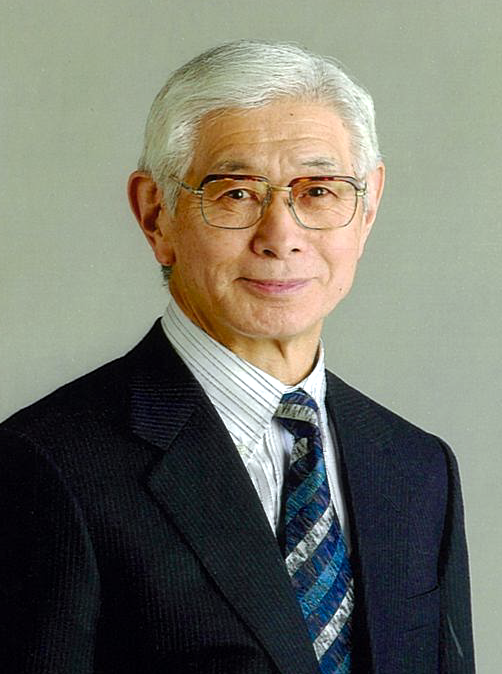
芝祐靖／7月5日没

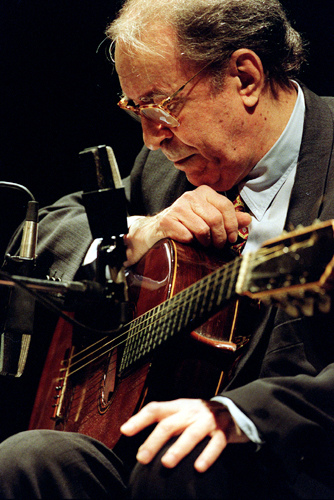
ジョアン・ジルベルト／7月6日没

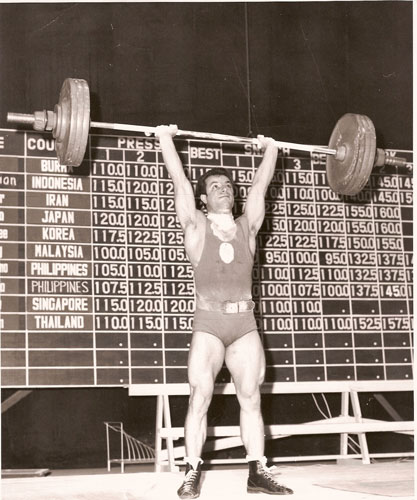
パルヴィーズ・ジャライェル／7月6日没

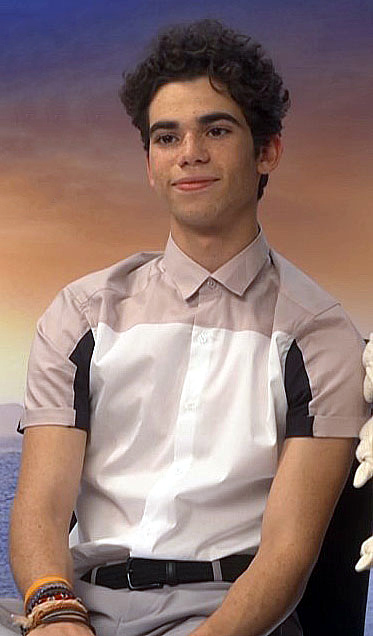
キャメロン・ボイス／7月6日没

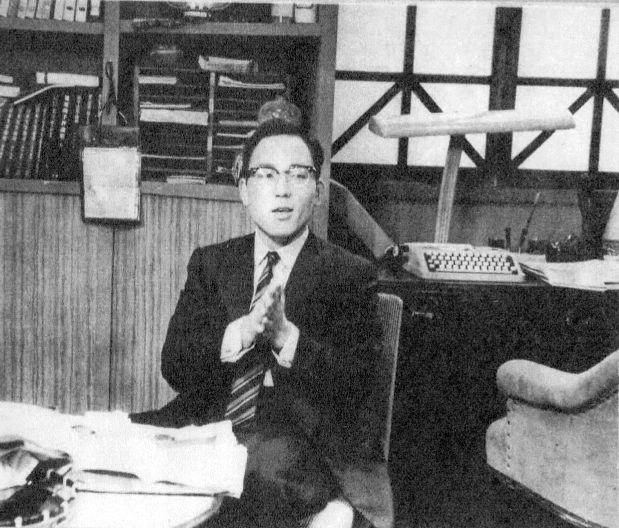
竹村健一／7月8日没

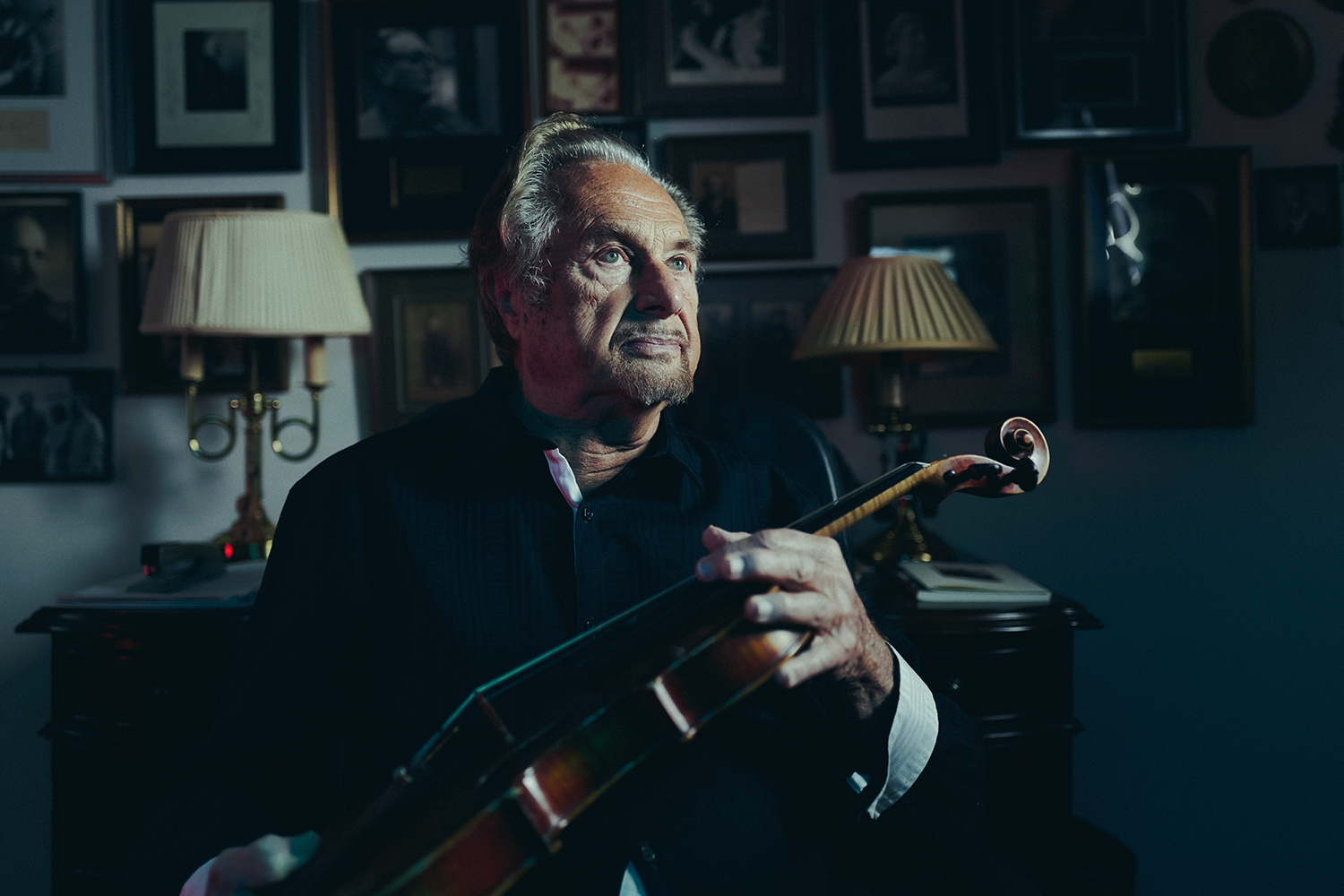
アーロン・ローザンド／7月9日没

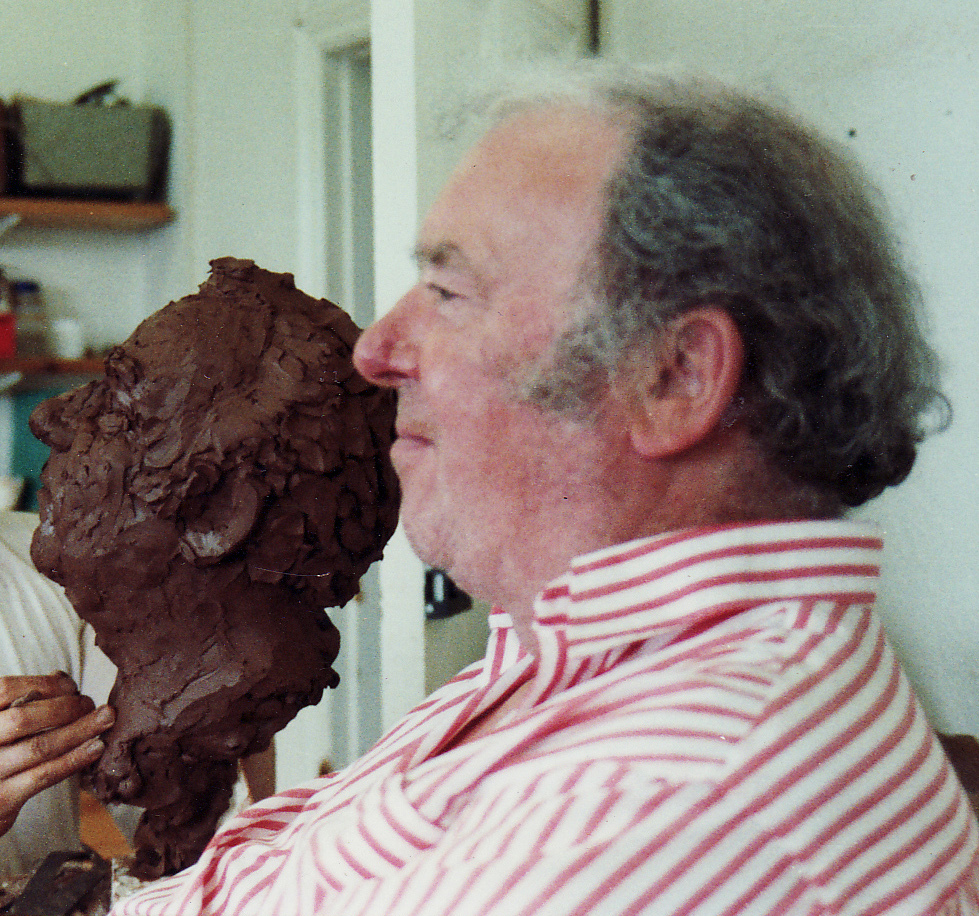
フレディ・ジョーンズ／7月9日没

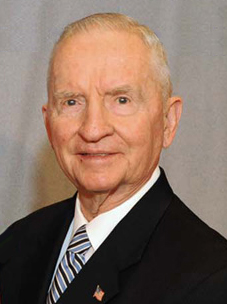
ロス・ペロー／7月9日没

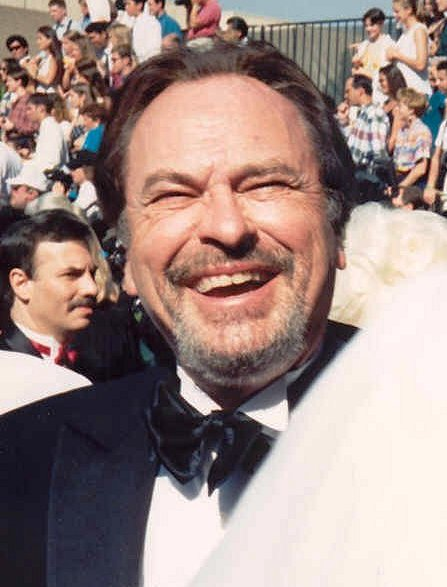
リップ・トーン／7月9日没

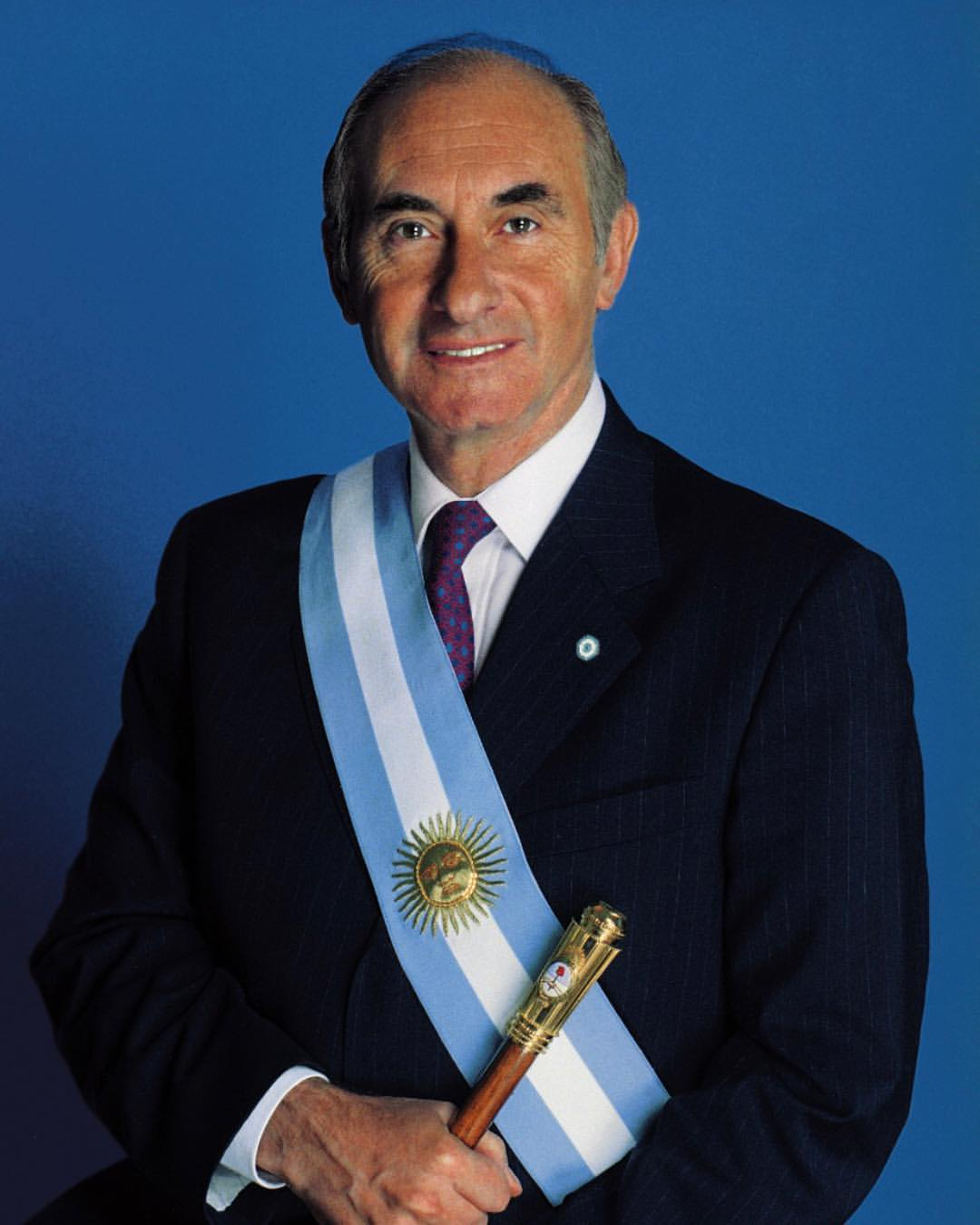
フェルナンド・デ・ラ・ルア／7月9日没

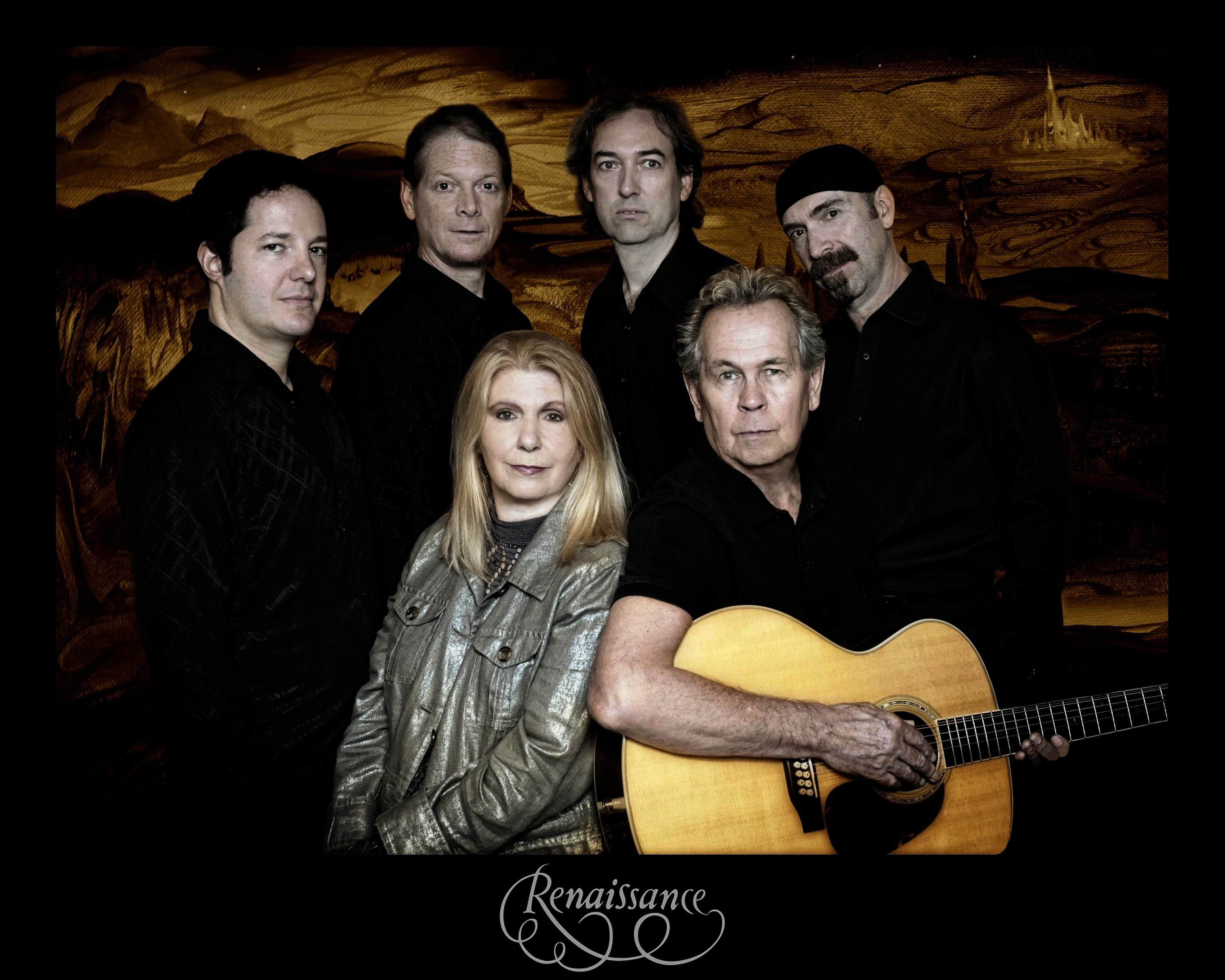
デイヴィッド・J・キーズ（上段左から2人目）／7月9日没

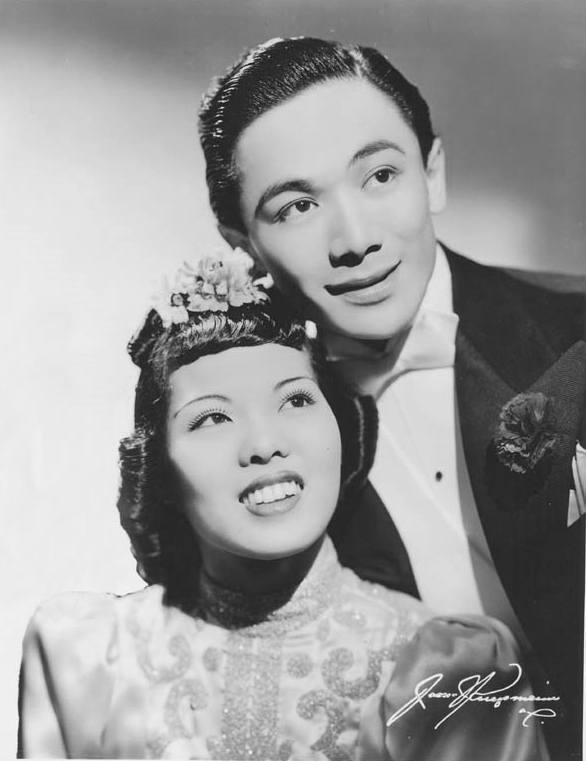
ドロシー・トイ・フォン（下）／7月10日没

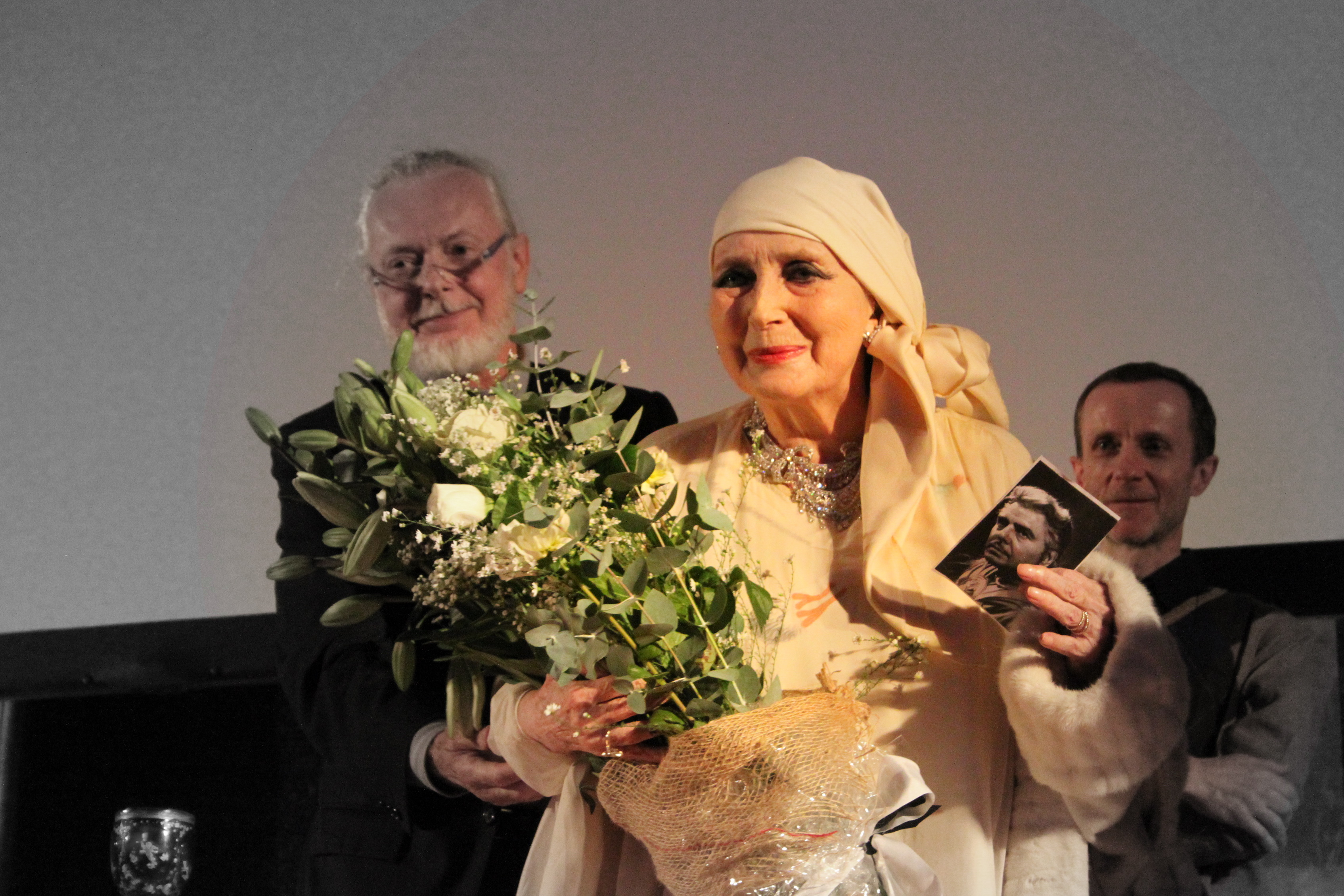
ヴァレンティナ・コルテーゼ（右）／7月10日没

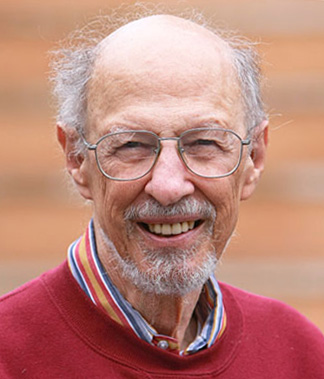
フェルナンド・J・コルバト／7月12日没

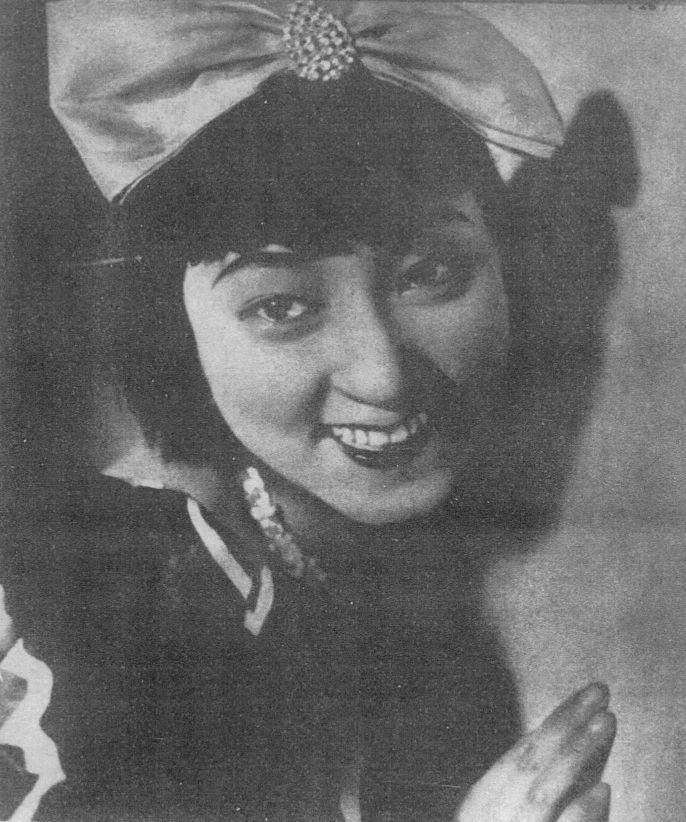
明日待子／7月14日没

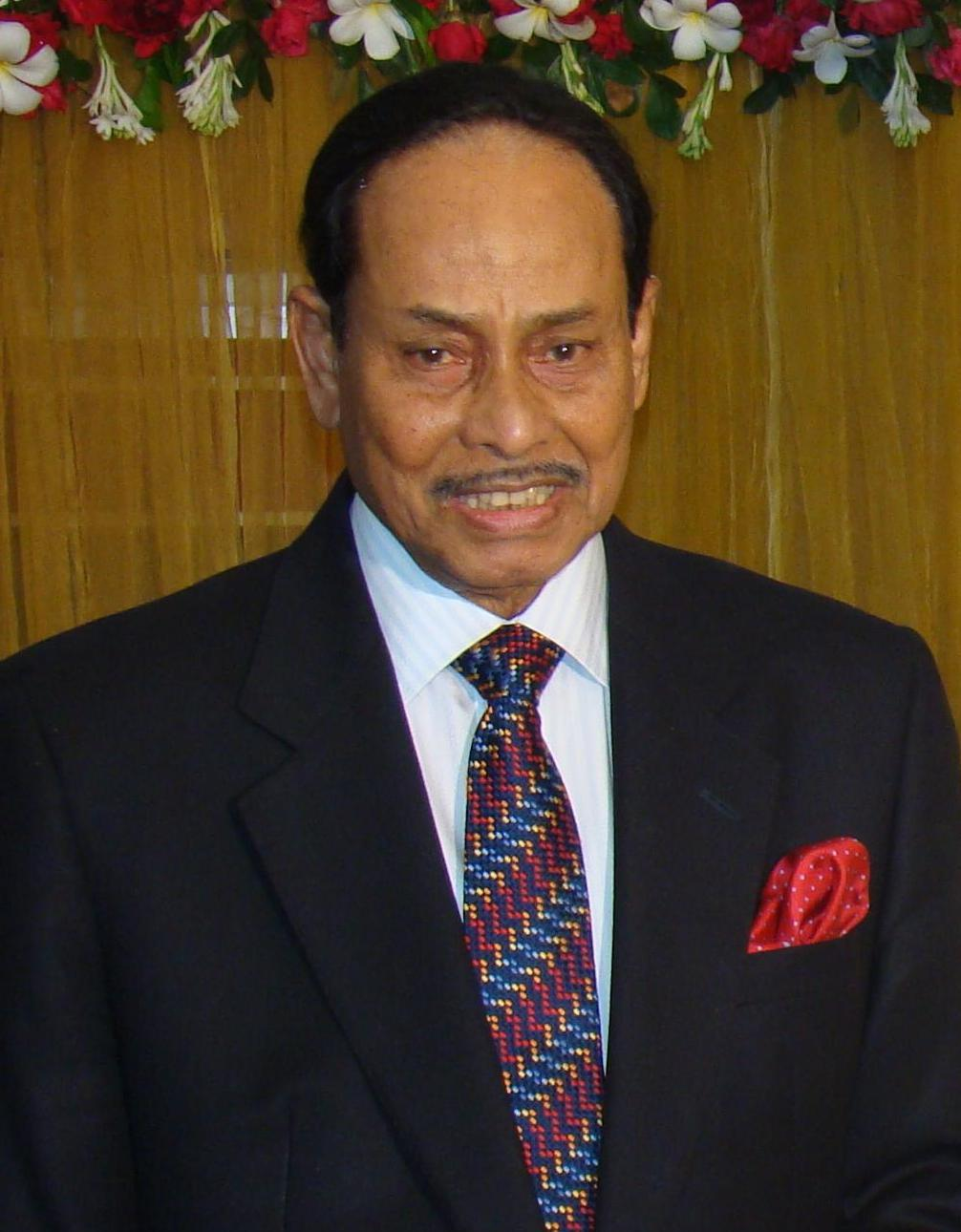
フセイン・モハンマド・エルシャド／7月14日没

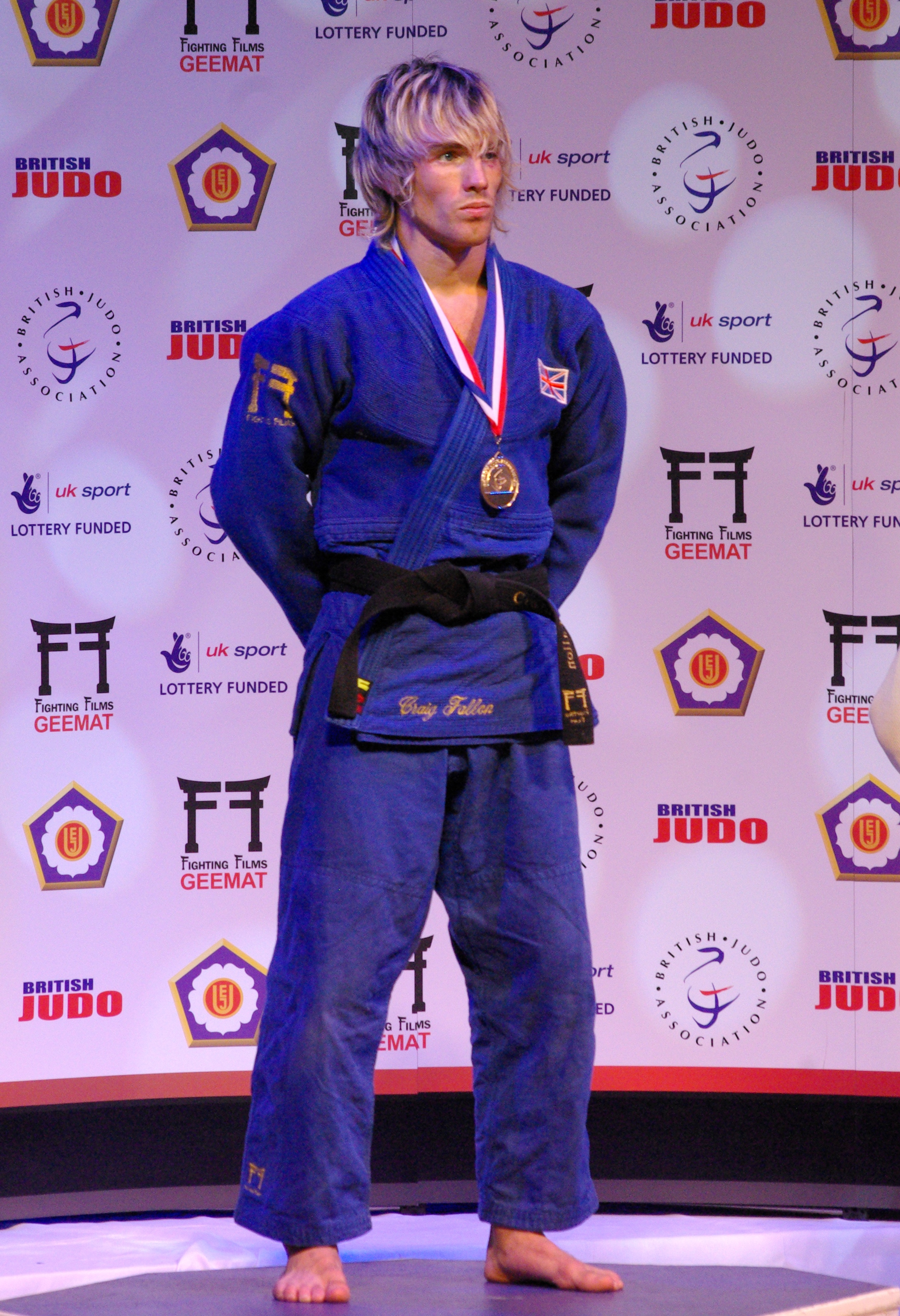
クレイグ・ファロン／7月15日没

- 7月1日 - シド・ラミン（英語版）、アメリカ合衆国の作曲家（* 1919年）[2]
- 7月1日 - ボグスワフ・シェッフェル、ポーランドの音楽家（* 1929年）[3]
- 7月1日 - エンニオ・グァルニエーリ（イタリア語版）、イタリアの撮影監督（* 1930年）[4]
- 7月1日 - ジャック・ルージョー・シニア（英語版）、カナダのプロレスラー（* 1930年）[5]
- 7月1日 - 梅田博之、日本の言語学者、東京外国語大学名誉教授、元麗澤大学学長（* 1931年）[6]
- 7月1日 - 鳥居泰彦、日本の経済学者、慶應義塾塾長、文部科学省中央教育審議会会長（* 1936年）[7]
- 7月1日 - ハーリド・ビン・スルターン・アル＝カースィミー（英語版）、シャールジャ首長国のファッションデザイナー（* 1980年）[8]
- 7月1日 - タイラー・スカッグス、アメリカ合衆国の野球選手【MLB・ロサンゼルス・エンゼルス選手】（* 1991年）[9]
- 7月2日 - リー・アイアコッカ、アメリカ合衆国の自動車実業家、クライスラー会長、フォード社長（* 1924年）[10][11]
- 7月2日 - ホセ・ルイス・メリノ（スペイン語版）、スペインの脚本家、映画監督（* 1927年）[12]
- 7月2日 - パット・クロフォード・ブラウン（英語版）、アメリカ合衆国の女優（* 1929年) [13]
- 7月2日 - 谷内こうた、日本の画家、絵本作家（* 1947年）[14]
- 7月3日 - 李心田、中華人民共和国の小説家（* 1929年）[15]
- 7月3日 - 伊藤光夫、日本のモーターサイクル・ロードレースライダー（* 1937年）[16]
- 7月3日 - コルド・アギーレ、スペインのサッカー選手・指導者（* 1939年）[17]
- 7月3日 - ペロ・アグアヨ、メキシコのプロレスラー（* 1946年）[18]
- 7月3日 - ポル・クリシュテン（英語版）、ルクセンブルクの映画監督（* 1963年）[19]
- 7月3日 - ジャレッド・ロレンゼン（英語版）、アメリカ合衆国のアメリカンフットボール選手（* 1981年）[20]
- 7月4日 - エドゥアルド・ファヤルド（スペイン語版）、スペインの俳優（* 1924年）[21]
- 7月4日 - 小沢健志、日本の写真評論家（* 1925年）[22]
- 7月4日 - レオン・コゾフ（英語版）、イギリスの画家（* 1926年）[23]
- 7月4日 - ヴィヴィアン・ペルリス（英語版）、アメリカ合衆国の音楽学者（* 1928年）[24]
- 7月4日 - ピエール・ロム（フランス語版）、フランスの撮影監督（* 1930年）[25]
- 7月4日 - 小川英次、日本の経営学者、名古屋大学名誉教授、中京大学元学長・名誉理事長（* 1931年）[26]
- 7月4日 - ロバート・F・マークス、アメリカ合衆国の海洋考古学者、歴史家（* 1933年）[27]
- 7月4日 - エヴァ・モーゼス・コー（英語版）、ルーマニア出身の作家、アウシュヴィッツ＝ビルケナウ強制収容所生存者（* 1934年）[28]
- 7月5日 - ウーゴ・グレゴレッティ（イタリア語版）、イタリアの映画・テレビ監督（* 1930年）[29]
- 7月5日 - 芝祐靖、日本の雅楽演奏家、作曲家（* 1935年）[30]
- 7月5日 - ダグラス・クリンプ（英語版）、アメリカ合衆国の美術史家（* 1944年）[31]
- 7月5日 - パオロ・ヴィナッチャ（イタリア語版）、イタリアのジャズドラマー、パーカッショニスト（* 1954年）[32]
- 7月6日 - 砂原秀遍、日本の僧侶、書家、東寺真言宗管長、東寺長者（* 1925年）[33]
- 7月6日 - ジョアン・ジルベルト、ブラジルの歌手、ギタリスト（* 1931年）[34]
- 7月6日 - マーティン・チャーニン（英語版）、アメリカ合衆国の作詞家、演出家（* 1934年）[35]
- 7月6日 - エディー・ジョーンズ（英語版）、アメリカ合衆国の俳優（* 1937年）[36]
- 7月6日 - パルヴィーズ・ジャライェル、イランの重量挙げ選手、1968年メキシコシティーオリンピック67.5キロ級銀メダリスト（* 1937年）[37]
- 7月6日 - パコ・アロンソ（英語版）、メキシコのプロレス団体経営者、CMLL社長（* 1952年）[38]
- 7月6日 - キャメロン・ボイス、アメリカ合衆国の俳優（* 1999年）[39]
- 7月6日 - モ・ニチュ、カメルーンのサッカー選手（* 1999年）[40]
- 7月7日 - アルトゥール・ブラウナー（英語版）、ポーランド出身のドイツの映画プロデューサー（* 1918年）[41]
- 7月7日 - 伊藤克、日本の俳優（* 1932年）[42]
- 7月7日 - 高林拓二、日本の囲碁棋士（* 1944年）[43]
- 7月7日 - ストポ・ヌグロホ（英語版）、インドネシアの官僚、国家災害対策庁報道官（* 1969年）[44]
- 7月8日 - 竹村健一、日本の政治評論家、ジャーナリスト（* 1930年）[45]
- 7月8日 - 重宗昌幸、日本の実業家、元明電舎社長（* 1931年?）[46]
- 7月8日 - アーサー・ライアン（英語版）、アイルランドの実業家、プライマーク創業者（* 1935年）[47]
- 7月8日 - 高柳貞夫、日本の実業家、元富士薬品社長（* 1935年?）[48]
- 7月8日 - ロージー・ルイーズ、アメリカ合衆国の元陸上競技選手（* 1953年）
- 7月9日 - 山中秋邦、日本の書家、毎日書道展参与会員（* 1925年?）[49]
- 7月9日 - アーロン・ローザンド、アメリカ合衆国のバイオリニスト（* 1927年）[50]
- 7月9日 - フレディ・ジョーンズ、イギリスの俳優（* 1927年）[51]
- 7月9日 - 松川保雄、日本の実業家、元トーメン（現豊田通商）社長（* 1929年）[52]
- 7月9日 - ロス・ペロー、アメリカ合衆国の実業家、政治家（* 1930年）[53]
- 7月9日 - グレン・ミケンズ、アメリカ合衆国のMLB・プロ野球選手（* 1930年）[54]
- 7月9日 - ジャニー喜多川、日本の音楽プロデューサー、ジャニーズ事務所創業者（* 1931年）[55]
- 7月9日 - リップ・トーン、アメリカ合衆国の俳優（* 1931年）[56]
- 7月9日 - フェルナンド・デ・ラ・ルア、アルゼンチンの政治家、元大統領（* 1937年）[57]
- 7月9日 - ロバート・ラックストロー、アメリカ合衆国の元パイロット、D.B.クーパー事件被疑者の1人（* 1943年）[58]
- 7月9日 - フィリップ・フリーロン（英語版）、アメリカ合衆国の建築家（* 1953年）[59]
- 7月9日 - デイヴィッド・J・キーズ、イギリスのベーシスト、ルネッサンスメンバー（* 生年不詳）[60]
- 7月10日 - ドロシー・トイ・フォン、アメリカ合衆国のダンサー（* 1917年）[61]
- 7月10日 - ヴァレンティナ・コルテーゼ、イタリアの女優（* 1923年）[62]
- 7月10日 - ジム・バウトン、アメリカ合衆国のMLB選手、スポーツキャスター（* 1939年）[63]
- 7月10日 - ジェリー・ローソン (ミュージシャン)（英語版）、アメリカ合衆国の歌手、元ザ・パースエイジョンズ（英語版）メンバー（* 1944年）[64]
- 7月10日 - デニス・ニッカーソン（英語版）、アメリカ合衆国の元子役女優（* 1957年）[65]
- 7月11日 - 丸尾敏夫、日本の眼科医、帝京大学名誉教授（* 1932年）[66]
- 7月11日 - 坂井俊之、日本の政治家、前佐賀県唐津市長（* 1961年）[67]
- 7月12日 - フェルナンド・J・コルバト、アメリカ合衆国の計算機科学者（* 1926年）[68]
- 7月12日 - アーノ・マーシュ（英語版）、アメリカ合衆国のジャズサクソフォン奏者（* 1928年）[69]
- 7月12日 - 市川正明、日本の政治学者、元青森大学教授（* 1929年）[70]
- 7月12日 - ジョセフ・ルルー（フランス語版）、カナダのバス歌手（* 1929年）[71]
- 7月12日 - 川又良也、日本の法学者、元大阪国際大学学長、京都大学名誉教授（* 1931年）[72]
- 7月12日 - クラウディオ・ナラニョ（英語版）、チリの精神科医、エニアグラム創始者の1人（* 1932年）[73]
- 7月12日 - ラッセル・スミス、アメリカ合衆国のシンガーソングライター、アメージング・リズム・エイセズメンバー（* 1949年）[74]
- 7月12日 - 純アリス、日本の女優、タレント（* 1953年）[75]
- 7月13日 - 本山一雄、日本の実業家、元横浜ゴム社長（* 1926年）[76]
- 7月13日 - 釈智慧、香港の僧侶、政治家（* 1933年）[77]
- 7月13日 - リチャード・カーター（英語版）、オーストラリアの俳優（* 1953年）[78]
- 7月14日 - 明日待子、日本の女優、日本舞踊家（* 1920年）[79]
- 7月14日 - 岡本甲子男、日本の実業家、元日本油脂（現日油）社長（* 1925年?）[80]
- 7月14日 - ホアン・トゥイ、ベトナムの数学者（* 1927年）[81]
- 7月14日 - フセイン・モハンマド・エルシャド、バングラデシュの政治家、元同国大統領（* 1930年）[82]
- 7月14日 - パーネル・ウィテカー、アメリカ合衆国の元プロボクサー（* 1964年）[83]
- 7月15日 - ファーガス・ミラー、イギリスの歴史家（* 1935年）[84]
- 7月15日 - 村上景一、日本の実業家、四国溶材会長（* 1940年）[85]
- 7月15日 - ウェルナー・ミューラー（ドイツ語版）、ドイツの実業家、政治家、元経済エネルギー大臣（* 1946年）[86]
- 7月15日 - ビャンバスレン・シャラフ（英語版）、モンゴルの作曲家、ピアニスト（* 1952年）[87]
- 7月15日 - クレイグ・ファロン、イギリスの柔道選手、2005年世界柔道選手権大会60kg以下級金メダリスト（* 1982年）[88]
- 7月15日 - 木下紗佑里、日本のフリーダイビング選手（* 1988年）[89]

## (16日 - 31日)

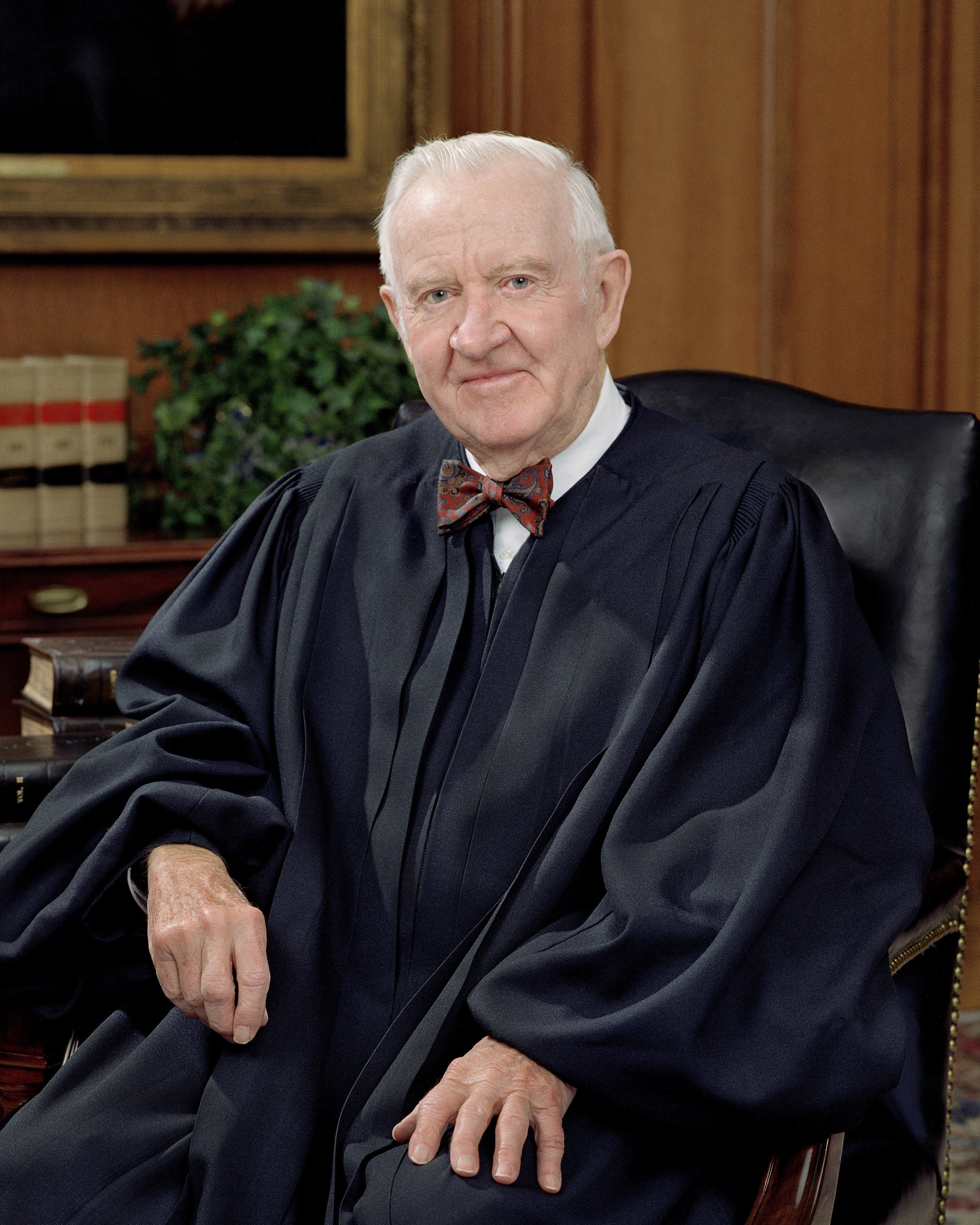
ジョン・ポール・スティーブンス／7月16日没

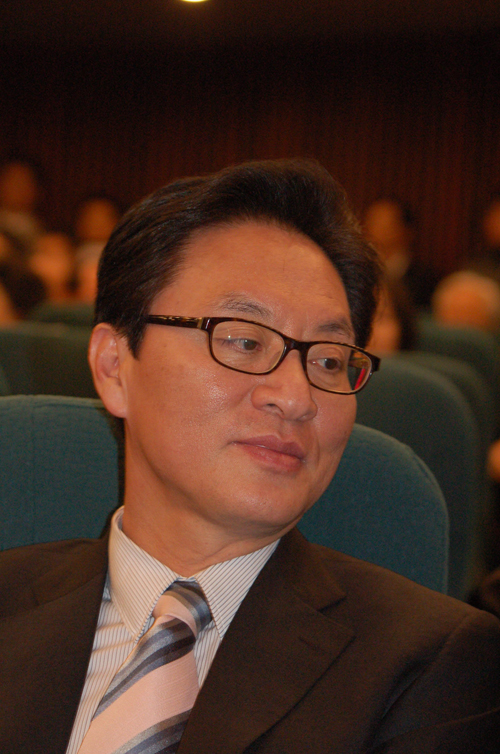
鄭斗彦／7月16日没

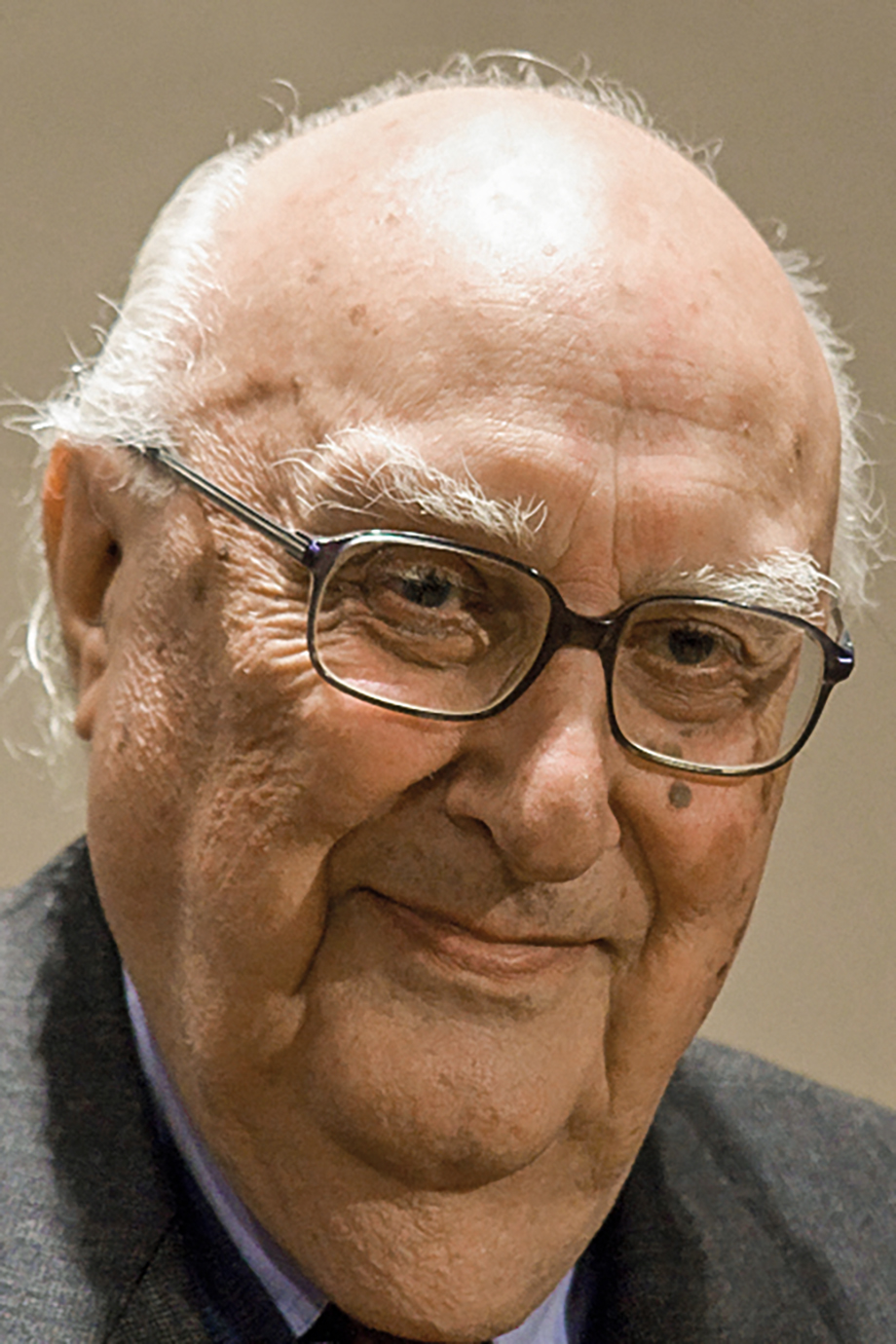
アンドレア・カミッレーリ／7月17日没

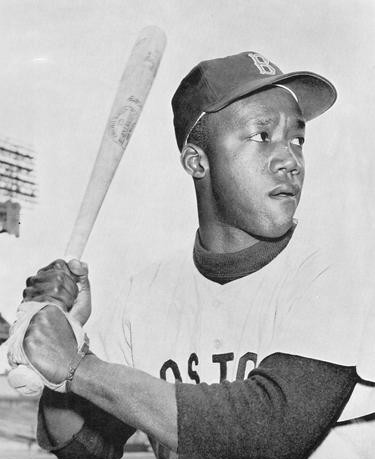
パンプシー・グリーン／7月17日没

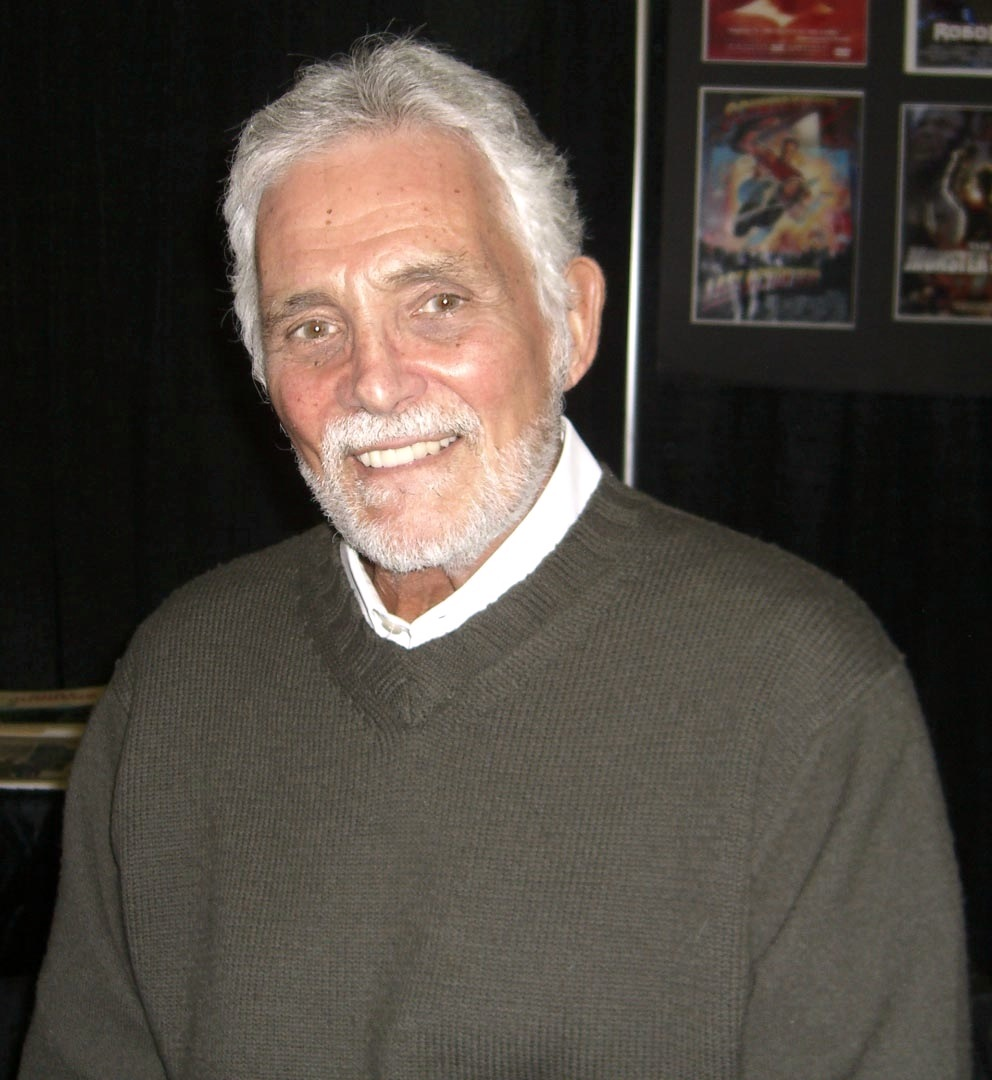
デヴィッド・ヘディソン／7月18日没

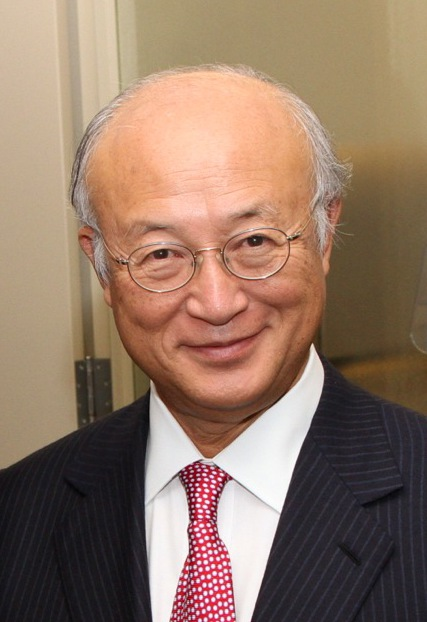
天野之弥／7月18日没

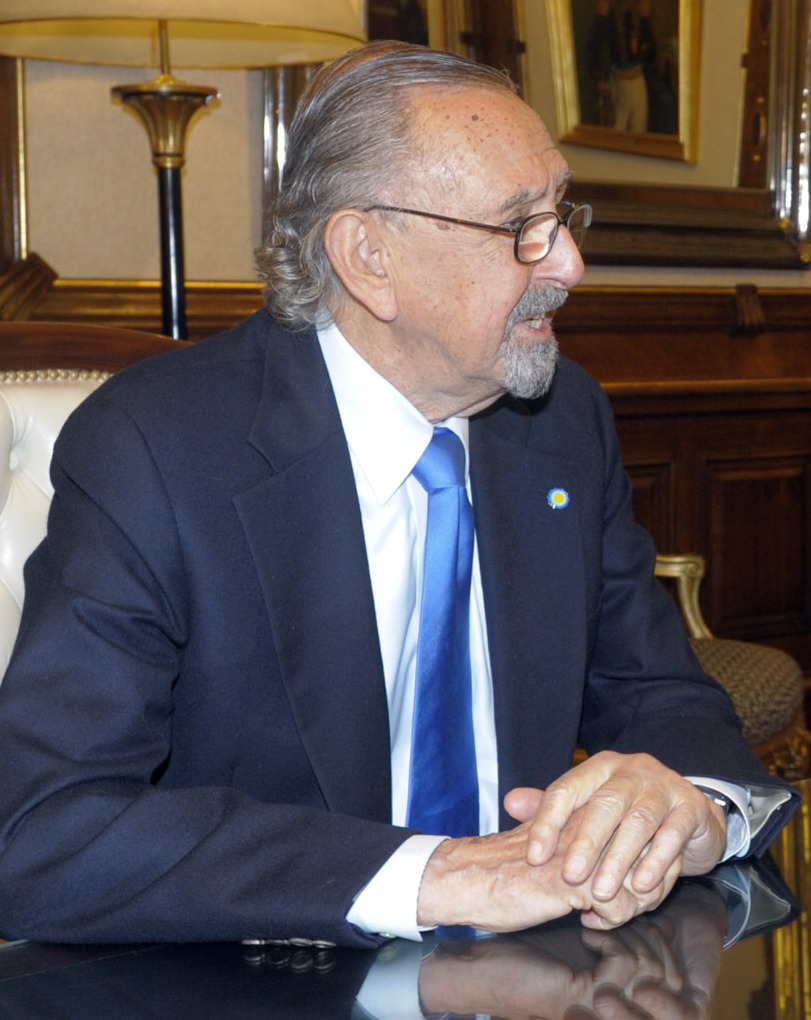
シーザー・ペリ／7月19日没

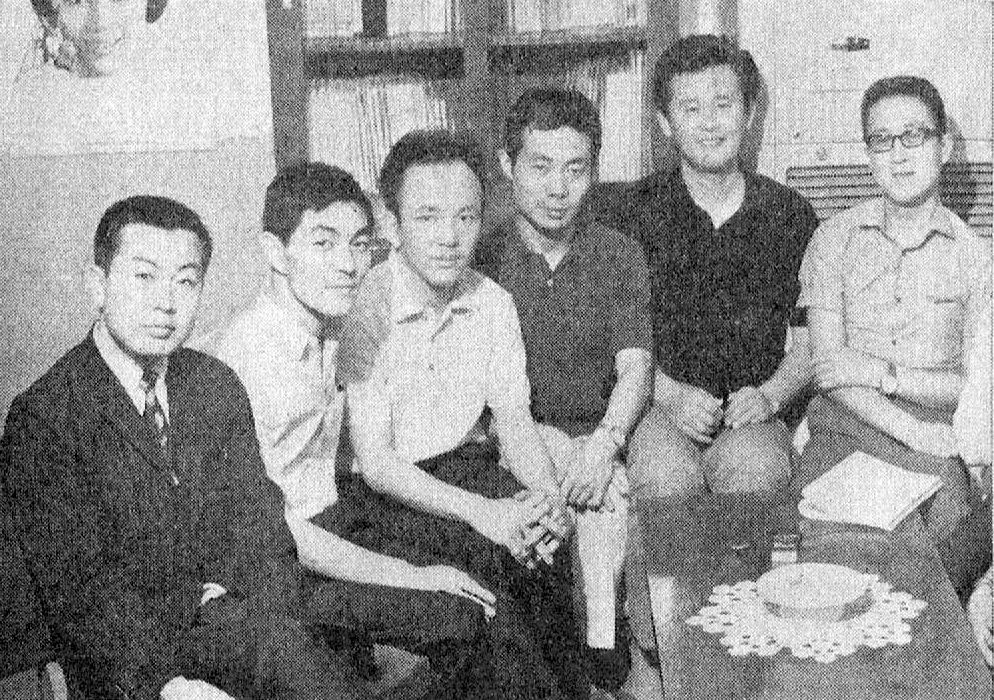
柴田侑宏（左から3人目）／7月19日没

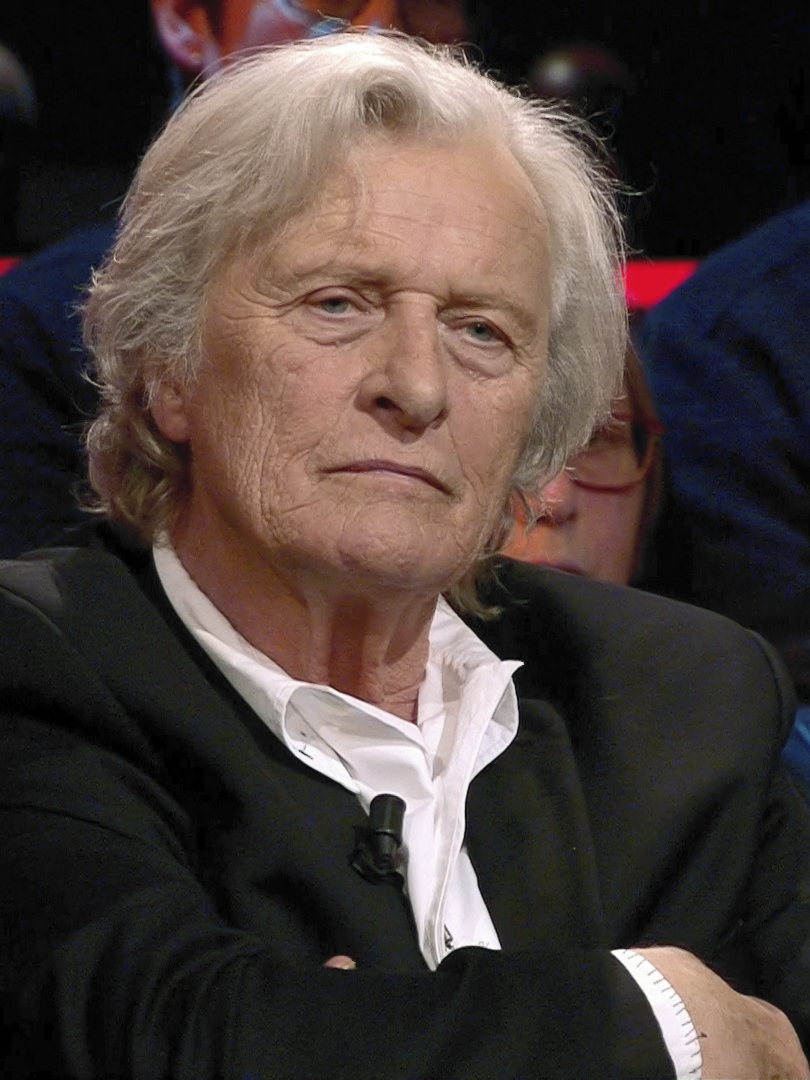
ルトガー・ハウアー／7月19日没

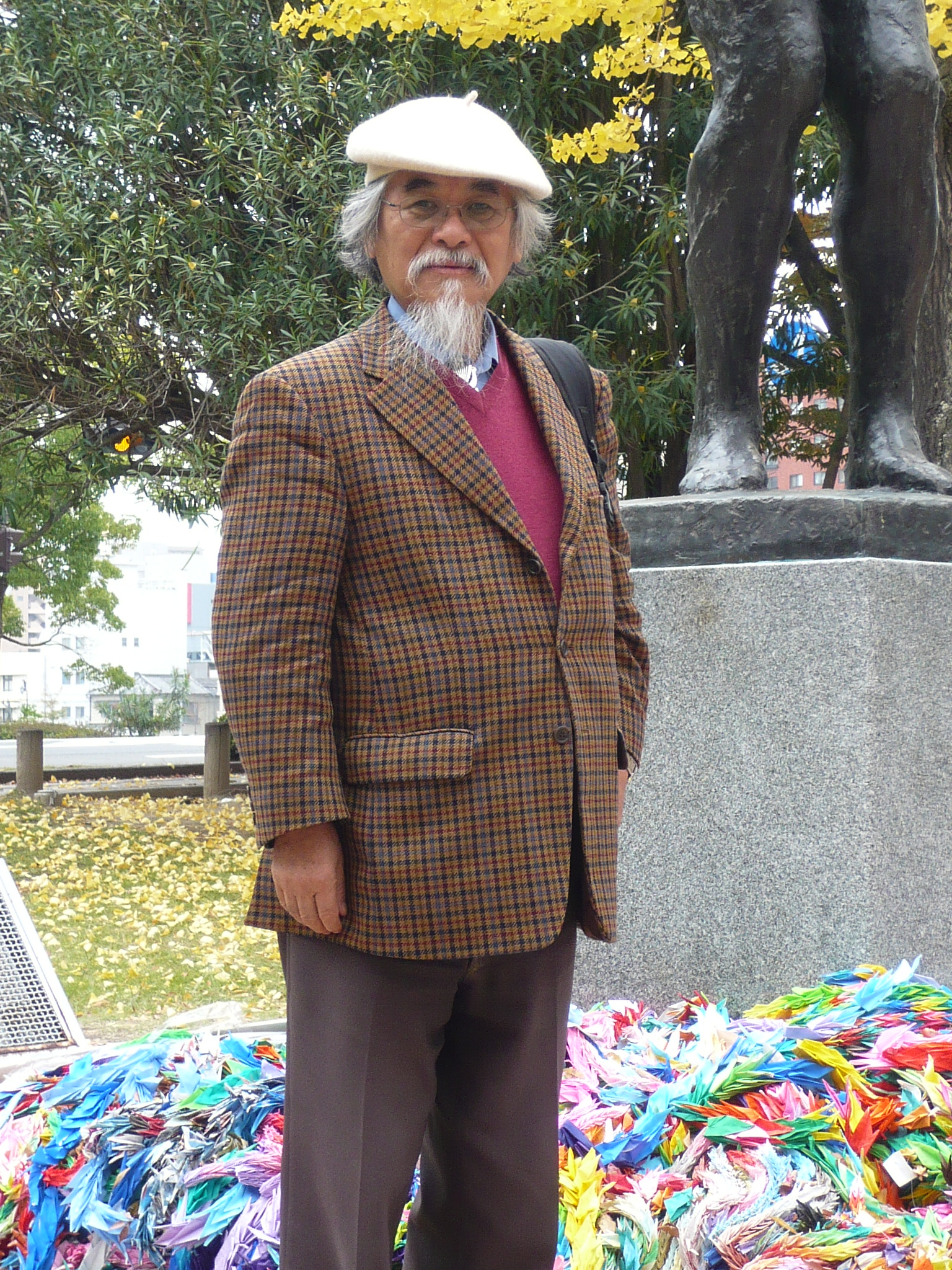
岡本三夫／7月20日没

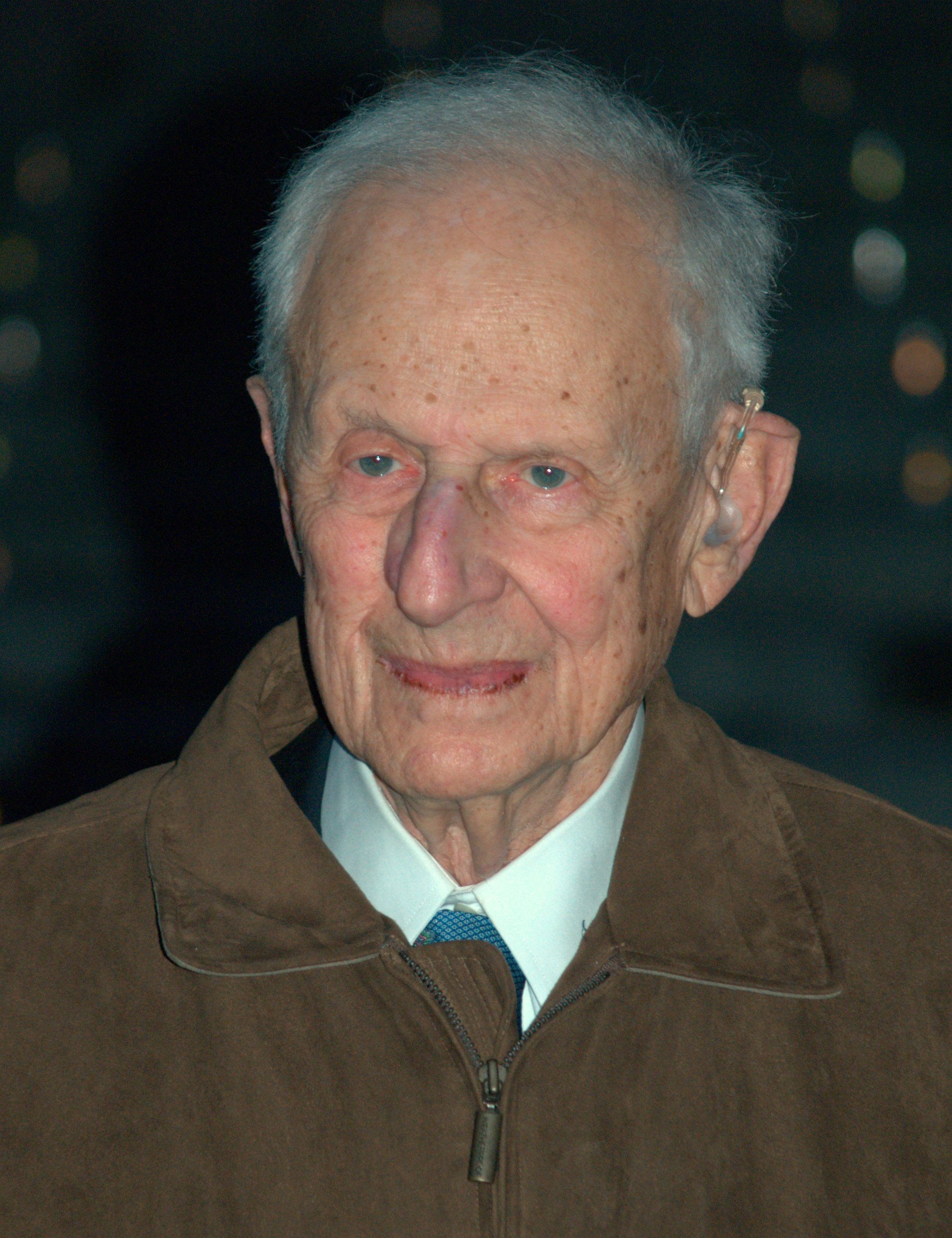
ロバート・モーゲンソウ／7月21日没

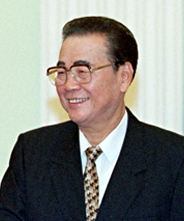
李鵬／7月22日没

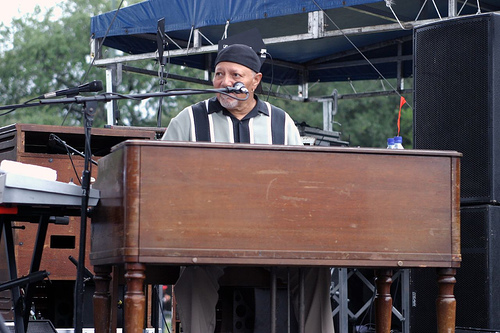
アート・ネヴィル／7月22日没

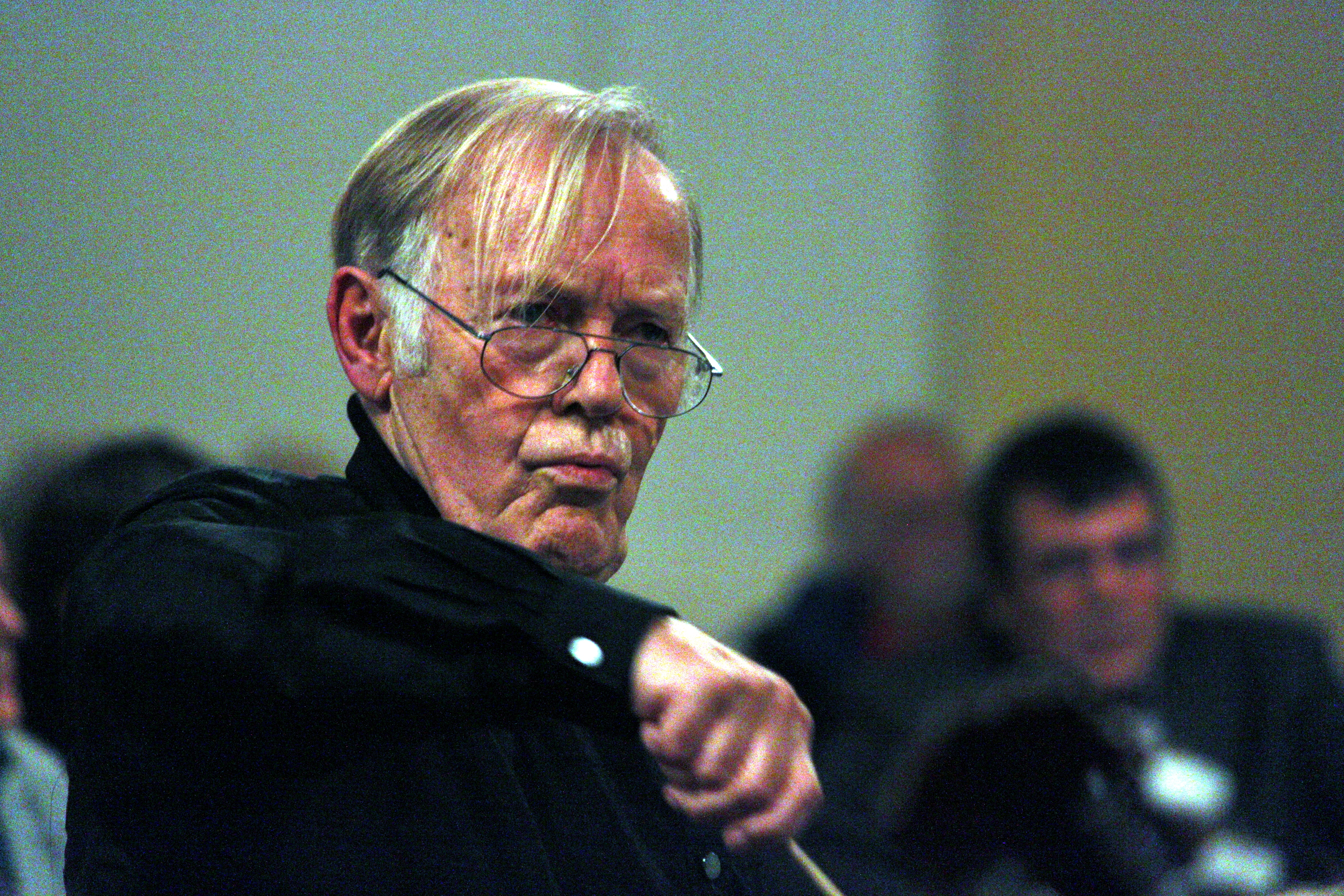
ハルトムート・クルーク／7月24日没

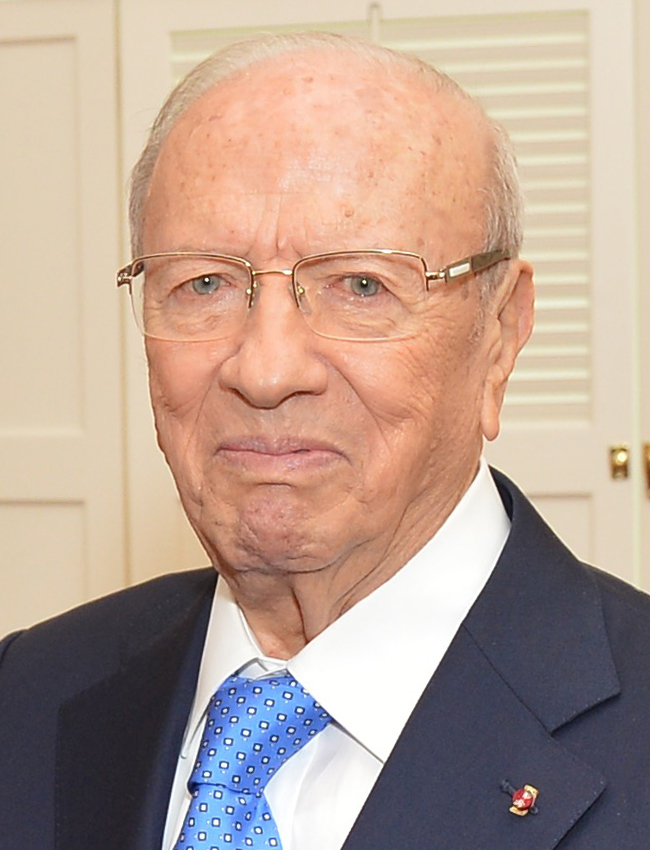
ベジ・カイドセブシ／7月25日没

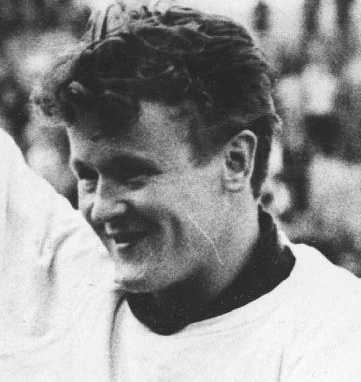
ヨルマ・キンヌネン／7月25日没

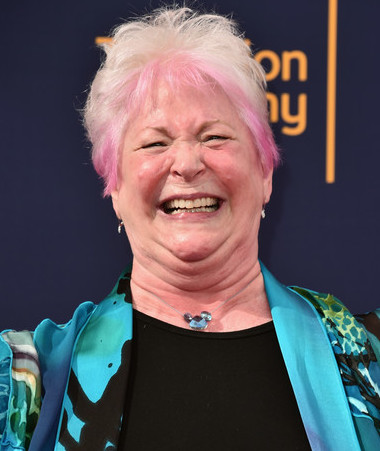
ルシー・テイラー／7月26日没

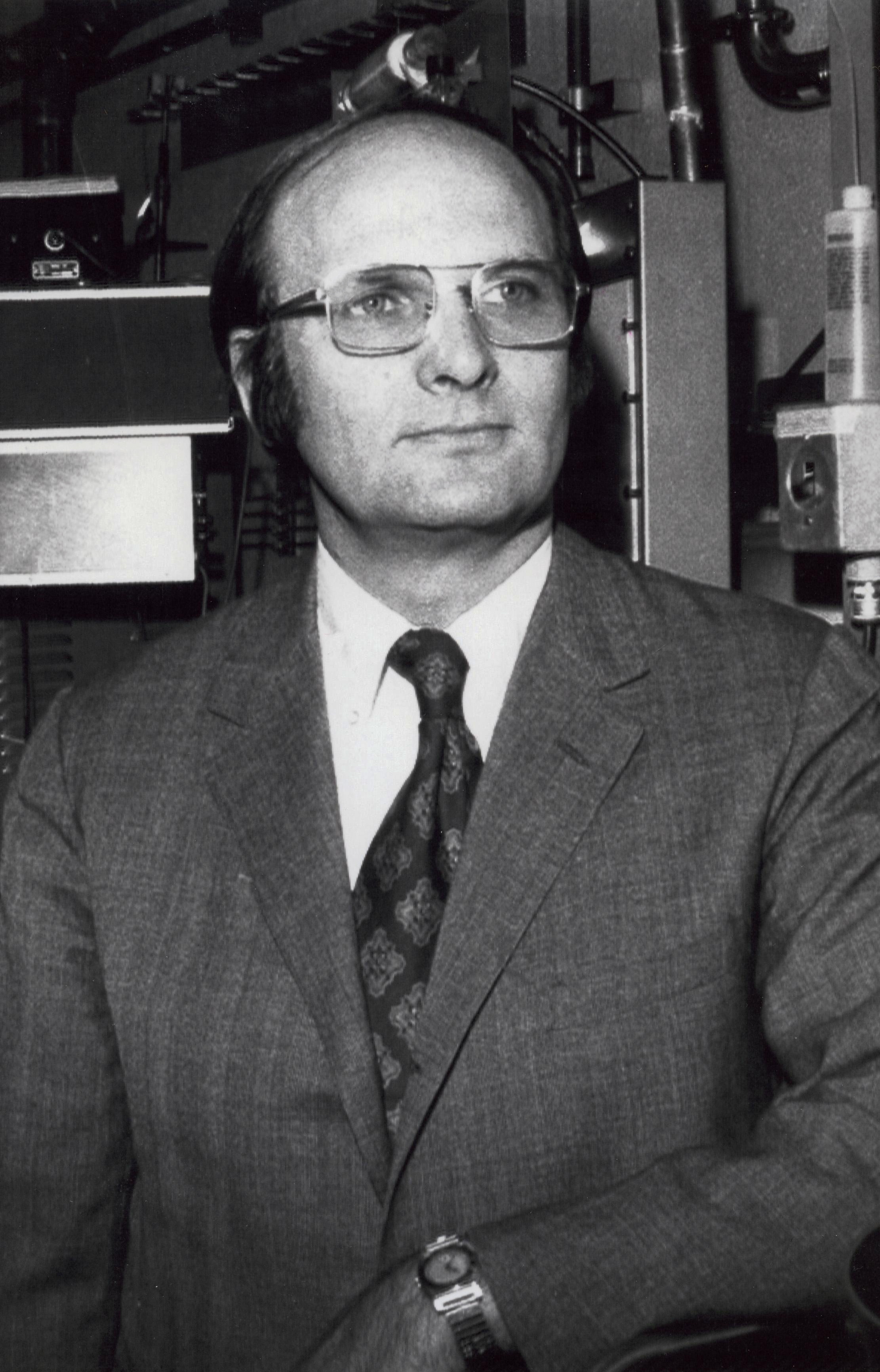
ジョン・ロバート・シュリーファー／7月27日没

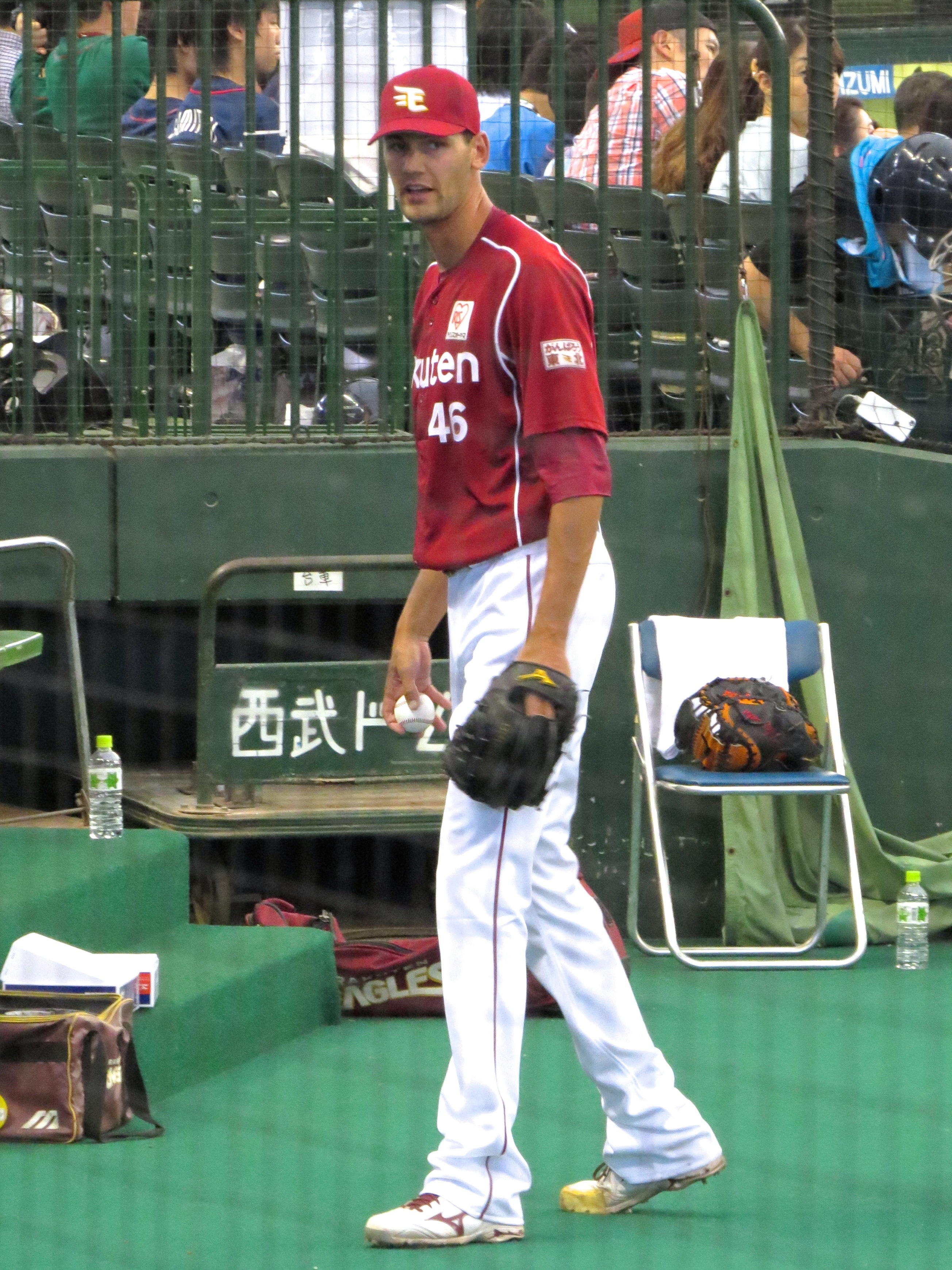
ルーク・ファンミル／7月28日没

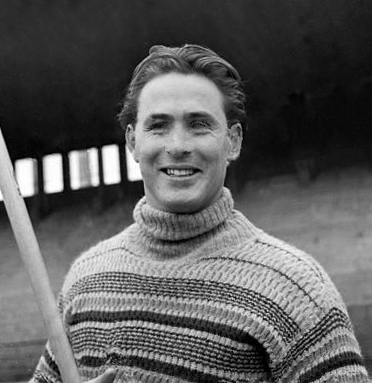
エギル・ダニエルセン／7月29日没

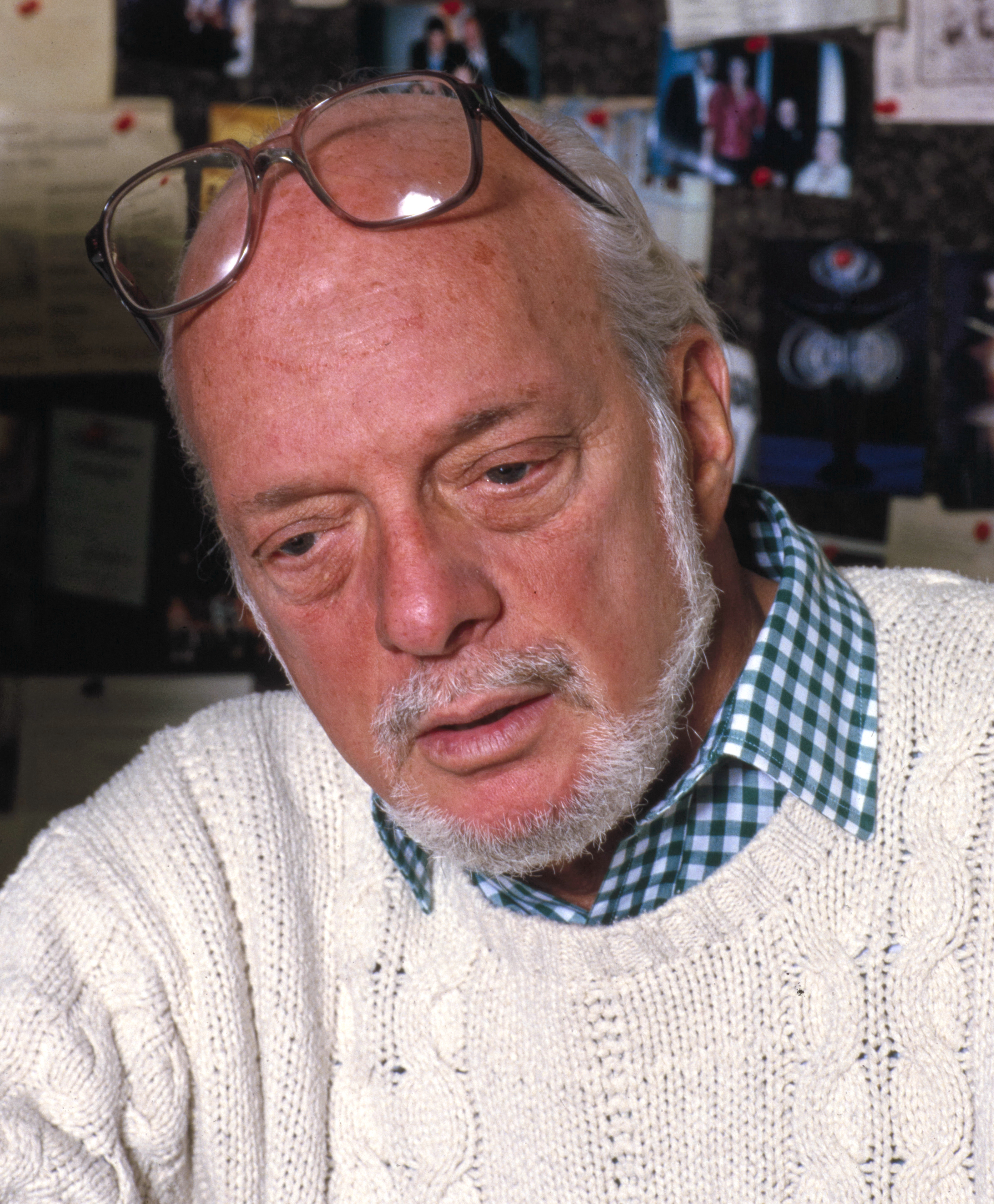
ハロルド・プリンス／7月31日没

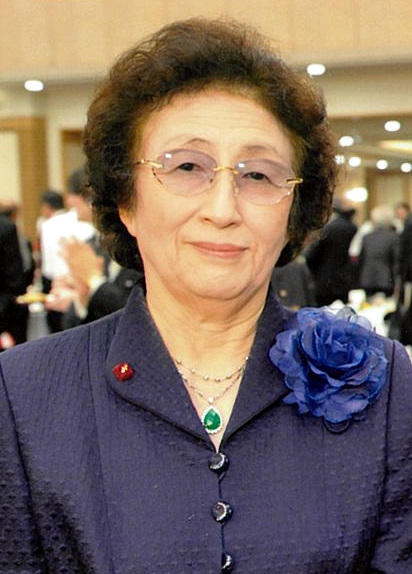
雨宮敬子／7月31日没

- 7月16日 - ジョン・ポール・スティーブンス、アメリカ合衆国の法律家、法学者、元連邦最高裁判所陪席判事（* 1920年）[90]
- 7月16日 - 成田俊治、日本の仏教学者、佛教大学名誉教授（* 1929年）[91]
- 7月16日 - ダニエル・キャラハン（英語版）、アメリカ合衆国の哲学者（* 1930年）[92]
- 7月16日 - ハワード・エンゲル（英語版）、カナダの小説家（* 1931年）[93]
- 7月16日 - アーニー・ブログリオ（英語版）、アメリカ合衆国のMLB選手（* 1935年）[94]
- 7月16日 - パット・ケリー（英語版）、ジャマイカのロックステディ／レゲエシンガー（* 1949年）[95]
- 7月16日 - ジョニー・クレッグ（英語版）、南アフリカ共和国のミュージシャン、反アパルトヘイト活動家（* 1953年）[96]
- 7月16日 - 鄭斗彦、大韓民国の政治家、元国会国防委員会委員長（* 1957年）[97]
- 7月16日 - ビル・ヴィット（英語版）、アメリカ合衆国のドラマー（* 生年不詳）[98]
- 7月17日 - アンドレア・カミッレーリ、イタリアの小説家、脚本家、演出家（* 1925年）[99]
- 7月17日 - 草川昭三、日本の政治家、元衆議院議員、参議院議員【公明党・新進党・新党平和所属】（* 1928年）[100]
- 7月17日 - パンプシー・グリーン、アメリカ合衆国のMLB選手（* 1933年）[101]
- 7月17日 - ロベール・ワセイジュ、ベルギーのサッカー選手・指導者、元同国代表監督（* 1939年）[102]
- 7月17日 - 白石雅也、日本の農学者、愛媛大学名誉教授（* 1940年）[103]
- 7月17日 - ウォーレン・コール（英語版）、ニュージーランドの競艇選手、1968年メキシコシティーオリンピック舵手付きフォア金メダリスト（* 1940年）[104]
- 7月18日 - 島村靖三、日本の実業家、元明治乳業（現明治）社長（* 1925年?）[105]
- 7月18日 - デヴィッド・ヘディソン、アメリカ合衆国の俳優（* 1927年）[106]
- 7月18日 - ルチアーノ・デ・クレシェンツォ（イタリア語版）、イタリアの作家（* 1928年）[107]
- 7月18日 - 砂本杏花、日本の書家、毎日書道展参与会員（* 1936年?）[108]
- 7月18日 - 綿屋滋二、日本の地方公務員、山口県元副知事（* 1939年）[109]
- 7月18日 - ボブ・フランク（英語版）、アメリカ合衆国のシンガーソングライター（* 1944年）[110]
- 7月18日 - 天野之弥、日本の外交官、第5代国際原子力機関事務局長（* 1947年）[111]
- 7月18日 - 伊藤早苗、日本の物理学者、九州大学名誉教授（* 1952年）[112]
- 7月18日（京都アニメーション放火殺人事件による犠牲者）
  - 木上益治、日本のアニメーター、アニメーション演出家、アニメーション監督（* 1957年）[113]
  - 石田奈央美、日本のアニメーター、色彩担当（* 1969年）[114]
  - 武本康弘、日本のアニメーター、アニメーション演出家、アニメーション監督（* 1972年）[113]
  - 池田晶子、日本のアニメーター、キャラクターデザイナー（* 1975年）[115]
  - 西屋太志、日本のアニメーター、キャラクターデザイナー（* 1981年もしくは1982年）[113]
- 7月19日 - 姚莉（英語版）、香港の歌手（* 1922年）[116]
- 7月19日 - 多山忠正、日本の実業家、元科学飼料研究所社長（* 1923年?）[117]
- 7月19日 - シーザー・ペリ、アルゼンチン出身のアメリカ合衆国の建築家（* 1928年）[118]
- 7月19日 - 福島行一、日本の国文学者、防衛大学校名誉教授（* 1931年）[119]
- 7月19日 - 柴田侑宏、日本の劇作家、演出家、元宝塚歌劇団理事（* 1932年）[120]
- 7月19日 - ジェレミー・ケンプ、イギリスの俳優（* 1935年）[121]
- 7月19日 - 近藤剛、日本の経済学者、秋田経済法科大学名誉教授（* 1936年）[122]
- 7月19日 - パトリック・ウィンストン（英語版）、アメリカ合衆国の計算機科学者（* 1943年）[123]
- 7月19日 - ルトガー・ハウアー、オランダの俳優（* 1944年）[124]
- 7月19日 - 佐藤誠、日本のピックルボール選手、元日本ピックルボール協会会長（* 生年不明）[125]
- 7月20日 - 中本冨夫、日本の政治家、前山口県周防大島町長（* 1922年）[126]
- 7月20日 - 中川須美子、日本の俳人（* 1923年）[127]
- 7月20日 - マリサ・メルツ（英語版）、イタリアの芸術家（* 1926年）[128]
- 7月20日 - 岡本三夫、日本の政治学者、広島修道大学名誉教授（* 1933年）[129]
- 7月20日 - イラリア・オッキーニ（イタリア語版）、イタリアの女優（* 1934年）[130]
- 7月20日 - ピーター・マクナマラ（英語版）、オーストラリアのテニス選手・指導者（* 1955年）[131]
- 7月21日 - ロバート・モーゲンソウ、アメリカ合衆国の法律家、元ニューヨーク郡地方検事（英語版）（* 1919年）[132]
- 7月21日 - ベン・ジョンストン、アメリカ合衆国の作曲家（* 1926年）[133]
- 7月21日 - 中澤忠義、日本の官僚、実業家、元中小企業庁長官、元東京工業品取引所（現東京商品取引所）理事長、元伊藤忠商事副社長（* 1932年?）[134]
- 7月21日 - 岡本悟、日本の畜産学者、佐賀大学名誉教授（* 1939年?）[135]
- 7月21日 - 工藤徹一、日本の材料工学者、東京大学名誉教授（* 1940年）[136]
- 7月21日 - 平野春汀、日本の書家、毎日書道展審査会員（* 1944年）[137]
- 7月21日 - 名古屋木実、日本のソプラノ歌手（* 1952年?）[138]
- 7月21日 - エレーナ・グリゴリエワ、ロシアの人権・LGBT活動家（* 1977年もしくは1978年）[139]
- 7月22日 - 勝田吉太郎、日本の政治学者、京都大学名誉教授、元奈良県立商科大学学長、元鈴鹿国際大学学長（* 1928年）[140]
- 7月22日 - 李鵬、中華人民共和国の政治家、元国務院総理（* 1928年）[141]
- 7月22日 - 湯澤貞、日本の神職、元靖国神社宮司（* 1929年）[142]
- 7月22日 - アート・ネヴィル、アメリカ合衆国のファンクシンガーソングライター、キーボーディスト、ミーターズ・ネヴィル・ブラザーズメンバー（* 1937年）[143]
- 7月22日 - ゴッドフリード・トゥーサン（英語版）、カナダの計算機科学者（* 1944年）[144]
- 7月23日 - 内田棟、日本のプロゴルファー（* 1916年）[145]
- 7月23日 - 岸井貞男、日本の法学者、関西大学名誉教授（* 1932年）[146]
- 7月23日 - 梶井純、日本の漫画評論家（* 1941年）[147]
- 7月23日 - ゲイブ・コース、カナダの声優、俳優（* 1972年）[148]
- 7月23日 - マキシム・ダダシェフ（ロシア語版）、ロシアのプロボクサー（* 1990年）[149]
- 7月23日 - （遺体発見日）エミラ・ワイアピ、ブラジルの指導者、ワイアピ族（英語版）首長（* 生年不詳）[150]
- 7月24日 - マーガレット・フルトン（英語版）、スコットランド出身のオーストラリアの料理研究家（* 1924年）[151]
- 7月24日 - ハルトムート・クルーク、ドイツの作曲家、指揮者（* 1928年）[152]
- 7月24日 - 寺尾睦男、日本の実業家、元ライオン副社長、ACジャパン相談役（* 1929年）[153]
- 7月24日 - 原良馬、日本の競馬評論家・競馬中継解説者、元俳優、週刊誌・スポーツ新聞記者（* 1933年）[154]
- 7月24日 - 飯倉照平、日本の中国文学者、東京都立大学名誉教授（* 1934年）[155]
- 7月24日 - 鈴木俊弘、日本の実業家、元スター精密社長（* 1945年?）[156]
- 7月24日 - （遺体発見日）ファン・ビョンスン（朝鮮語版）、大韓民国の詩人（* 1970年）[157]
- 7月25日 - 小笠原美都子、日本の歌手（* 1920年）[158]
- 7月25日 - 平野朝雄、日本の医師、神経病理学者（* 1926年）[159]
- 7月25日 - ベジ・カイドセブシ、チュニジアの政治家、大統領、元首相（* 1926年）[160]
- 7月25日 - ジョルジョ・アルロリオ（イタリア語版）、イタリアの脚本家、映画監督（* 1929年）[161]
- 7月25日 - ゲオルク・ホーエンベルク、オーストリアの貴族、外交官、ホーエンブルク公爵家（英語版）当主（* 1929年）[162]
- 7月25日 - アンナー・ビルスマ、オランダのチェリスト（* 1934年）[163]
- 7月25日 - ピエール・ペアン（フランス語版）、フランスのジャーナリスト、作家（* 1938年）[164]
- 7月25日 - ヨルマ・キンヌネン、フィンランドの陸上競技選手、1968年メキシコシティーオリンピックやり投げ銀メダリスト（* 1941年）[165]
- 7月25日 - 蔦森皓祐、日本の俳優（* 1942年もしくは1943年）[166]
- 7月26日 - ブライアン・マギー（英語版）、イギリスの哲学者、政治家、元庶民院議員（* 1930年）[167]
- 7月26日 - ハイメ・ルーカス・オルテガ・イ・アラミノ（英語版）、キューバの枢機卿、元ハバナ・サンクリストバル大司教（英語版）（* 1936年）[168]
- 7月26日 - 西健一郎、日本の和食料理人（* 1937年）[169]
- 7月26日 - リチャード・バーグ（英語版）、アメリカ合衆国のウォー・シミュレーションゲームデザイナー（* 1943年）[170]
- 7月26日 - ルシー・テイラー、アメリカ合衆国の声優（* 1944年）[171]
- 7月26日 - 黄煌煇（中国語版）、中華民国の工学者、政治家、元海洋委員会主任委員、元飛航安全調査委員会主任委員、国立成功大学元学長（* 1946年）[172]
- 7月26日 - 山本治朗、日本の実業家、中国新聞社社主・会長（* 1949年?）[173]
- 7月26日 - クリスティアン・シュターデルマン（ドイツ語版）、ドイツのヴァイオリン奏者（* 1959年）[174]
- 7月27日 - カルロス・クルス＝ディエス（スペイン語版）、ベネズエラの芸術家（* 1923年）[175]
- 7月27日 - 二木秀夫、日本の教育者、政治家、学校法人宇部学園学園長、元宇部市長、元参議院議員【自由民主党所属】（* 1930年）[176]
- 7月27日 - ジョン・ロバート・シュリーファー、アメリカ合衆国の物理学者、ノーベル物理学賞受賞者（* 1931年）[177]
- 7月27日 - 桑原敏明、日本の教育学者、筑波大学名誉教授（* 1936年）[178]
- 7月27日 - 青地敬水、日本の僧侶、元浄土真宗本願寺派総務、元平安学園理事長（* 1937年?）[179]
- 7月27日 - ヨハン・クレスニク（ドイツ語版）、オーストリアのダンサー、振付師、舞台プロデューサー（* 1939年）[180]
- 7月28日 - 水野清、日本の政治家、元衆議院議員【自由民主党所属】、建設大臣（第47代）、総務庁長官（第8代）、自由民主党総務会長（第31代）、内閣総理大臣補佐官（行政改革担当）（* 1925年）[181]
- 7月28日 - 勝又行雄、日本のプロボクサー・指導者（* 1934年）[182]
- 7月28日 - ジョージ・ヒルトン（英語版）、ウルグアイ出身のイタリアの俳優（* 1934年）[183]
- 7月28日 - 島香裕、日本の俳優、声優（* 1949年）[184]
- 7月28日 - ルーク・ファンミル、オランダのプロ野球選手（* 1984年）[185]
- 7月29日 - エギル・ダニエルセン、ノルウェーの陸上競技選手、1956年メルボルンオリンピックやり投げ金メダリスト（* 1933年）[186]
- 7月29日 - 東千尋、日本の哲学者、國學院大學名誉教授（* 1935年）[187]
- 7月29日 - 佐藤雅美、日本の作家、直木賞受賞者（* 1941年）[188]
- 7月29日 - 西田稔、日本の仏文学者、同志社大学名誉教授（* 1942年?）[189]
- 7月29日 - Ras G（英語版）、アメリカ合衆国のヒップホッププロデューサー、DJ（* 1979年）[190]
- 7月30日 - 井原東洋一、日本の市民運動家、政治家、長崎県被爆者手帳友の会会長、元長崎市議会議員（* 1936年）[191]
- 7月30日 - ニック・ブオニコンティ（英語版）、アメリカ合衆国のアメリカンフットボール選手（* 1940年）[192]
- 7月30日 - 山地康生、日本の政治家、元広島県総領町長（* 1940年?）[193]
- 7月30日 - V・G・シッダールタ（英語版）、インドの実業家、Café Coffee Day（英語版）創業者（* 1959年）[194]
- 7月31日 - ハロルド・プリンス、アメリカ合衆国の演出家、演劇プロデューサー（* 1928年）[195]
- 7月31日 - 広瀬昭三、日本の実業家、元ロイヤルホテル社長（* 1928年?）[196]
- 7月31日 - 雨宮敬子、日本の彫刻家（* 1931年）[197]
- 7月31日 - ジャン＝リュック・テリエ（フランス語版）、フランスのレーシングドライバー（* 1945年）[198]
- 7月31日 - パク・イル（朝鮮語版）、大韓民国の声優、俳優（* 1949年）[199]